# Église Notre-Dame-de-la-Basse-Œuvre de Beauvais
Pour les articles homonymes, voir Église Notre-Dame et Notre-Dame.
L'église Notre-Dame-de-la-Basse-Œuvre de Beauvais (Oise) est une église catholique paroissiale située au pied de la cathédrale Saint-Pierre de Beauvais. Elle représente la partie antérieure de la précédente cathédrale de Beauvais, qui a été édifiée à la fin du Xe siècle dans le style carolingien. Son petit appareil cubique s'explique par le réemploi de pierres provenant de bâtiments détruits pendant le saccage de Beauvais au IIIe siècle. Après deux incendies, la façade est rebâtie au milieu du XIe siècle, et annonce déjà le style roman à venir. Les dimensions exceptionnelles du transept de la cathédrale Saint-Pierre, appelée la Haute-Œuvre ou Nouvelle-Œuvre à l'époque de sa construction, font apparaître la Basse-Œuvre comme un édifice très modeste, mais avec une hauteur intérieure de 19 m et une longueur de 65 m, c'était une église considérable au milieu du Moyen Âge. Elle a été rognée à trois reprises. Au début du XIIIe siècle, l'incendie du chœur motive le lancement du chantier de la cathédrale gothique vers 1225, et un mur de clôture est établi entre les piles occidentales du transept. Trois siècles plus tard, en 1510, le vaste chantier du transept gothique flamboyant conduit à l'abandon des trois dernières des neuf travées de la nef. Autour de 1600 enfin, deux énormes contreforts sont édifiés à l'ouest de la seule travée de la nef flamboyante jamais construite, et l'un d'eux coupe en deux la cinquième et la sixième travée de la Basse-Œuvre. Elle est désormais réduite à trois travées et demi. Sous l'Ancien Régime, l'église continue de servir d'église paroissiale et de baptistère, mais elle est fermée au culte sous la Révolution française et transformée en dépôt de bois. Menacée de démolition, elle est sauvée par son classement au titre des monuments historiques par la liste de 1840, mais n'est restaurée qu'entre 1864 et 1867 pour enfin être rouverte au culte. Aujourd'hui, l'intérieur de la Basse-Œuvre est très austère, mais les fouilles conduites par Émile Chami entre 1964 et 1985 ont démontré l'extraordinaire richesse de l'ornementation au Moyen Âge : peintures murales, mosaïques et vitraux en grisaille. Seul le chœur comportait cependant un décor sculpté. Les fouilles ont également permis de connaître l'extension primitive de la cathédrale carolingienne (sans l'abside), et d'apprécier des détails de son architecture que l'exhaussement du sol avait fait disparaître.

## Histoire

### Les origines

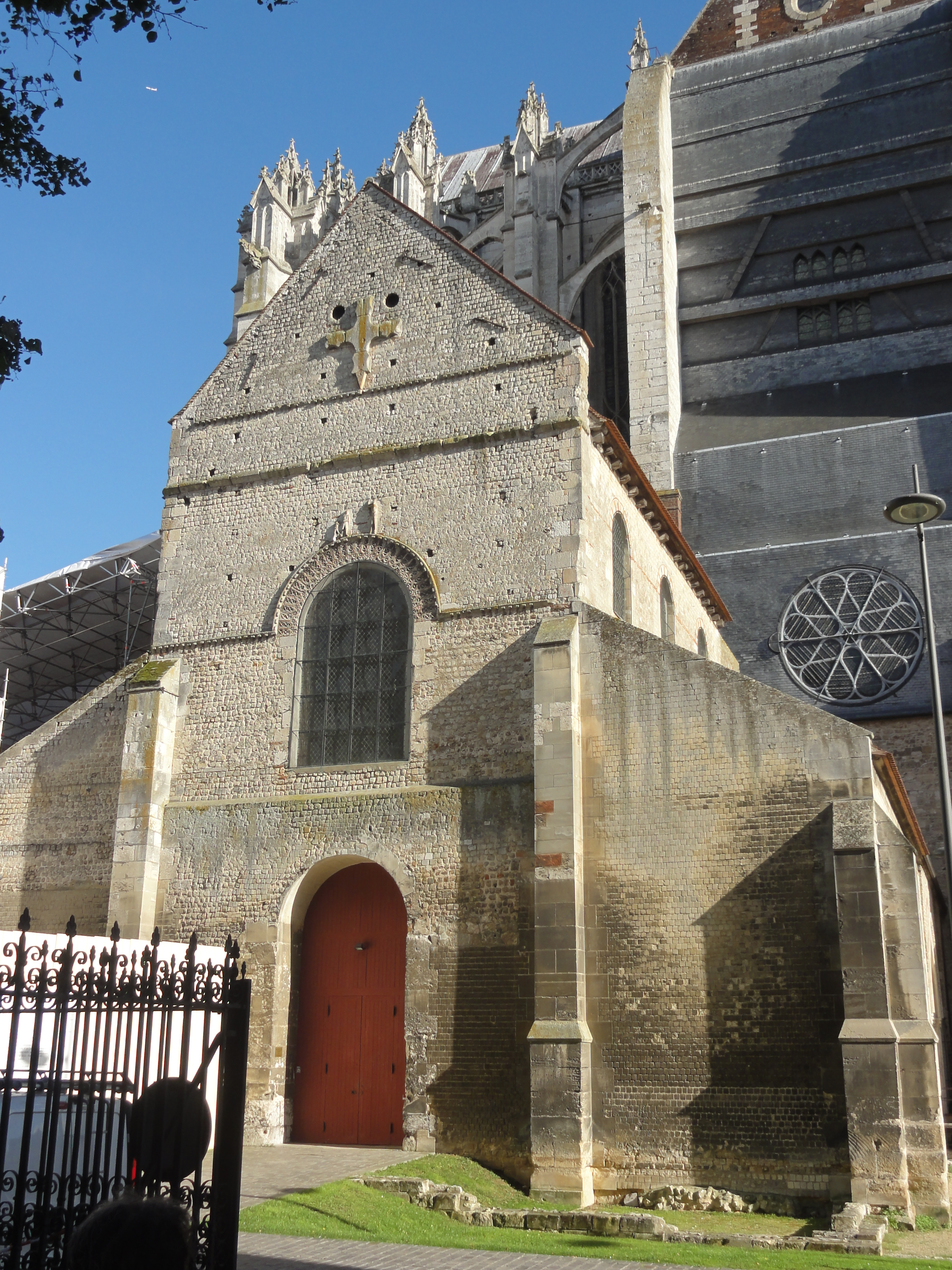
La façade du milieu du XIe siècle.

La chapelle dont les fondations ont été dégagées au sud de la Basse-Œuvre n'est mentionnée dans aucun texte, et l'on ignore à quel saint patron elle fut dédiée. Ce fut l'un des sanctuaires de la cité épiscopale, qui existe dès l'époque carolingienne. La première cathédrale de Beauvais dont l'existence est démontrée par des constats archéologiques remonte seulement à l'époque carolingienne et plus concrètement au VIIIe ou au IXe siècle. C'est sans doute en son sein que se tient le concile de Beauvais en avril 845. L'on en a d'abord retrouvé un fragment de vitrail en grisaille, peint d'une frise de feuille d'acanthe stylisée, provenant sans doute d'une bordure. Puis les fondations des absidioles qui flanquaient l'abside principale ont été mises au jour en dessous du sol des bas-côtés de l'église actuelle. L'abside principale n'a pas été reconnue. La largeur de la précédente église était identique, mais sa longueur devait être beaucoup moins importante, entre 45 m et 50 m environ. Le plus ancien texte qui mentionne le vocable de l'église est le Martyrologe Belvacense d'Usuard, qui date de la fin du XIe siècle, et qui se trouve aujourd'hui au château de Beaurepaire (collection du marquis de Luppé). Le manuscrit évoque une basilique dédiée à la Vierge Marie et saint Jean-Baptiste. Le titre de Saint Pierre n'y figure curieusement pas, bien que tous les auteurs anciens le mentionnent comme vocable principal. La dédicace a saint Pierre est en outre prouvée par l'acte de donation d'un certain Fredemius de 923, et les récits sur la translation des reliques de saint Germer vers l'église Saint-Pierre, en 940. L'on ignore pour quelles raisons précises la cathédrale qui existe à cette époque est remplacée par un nouvel édifice au cours de la seconde moitié du Xe siècle,.

### Les problèmes de datation

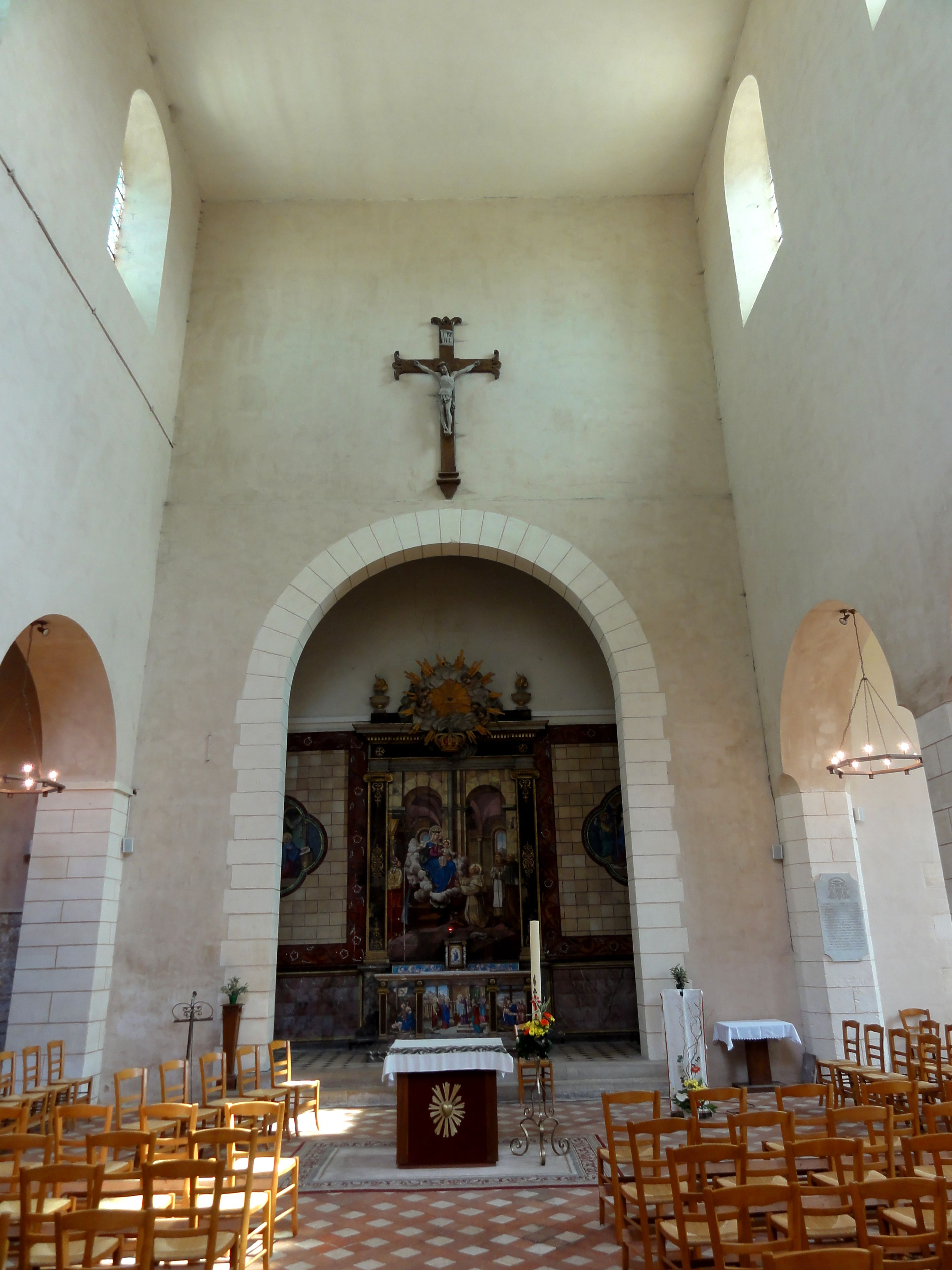
Nef, vue vers l'est.

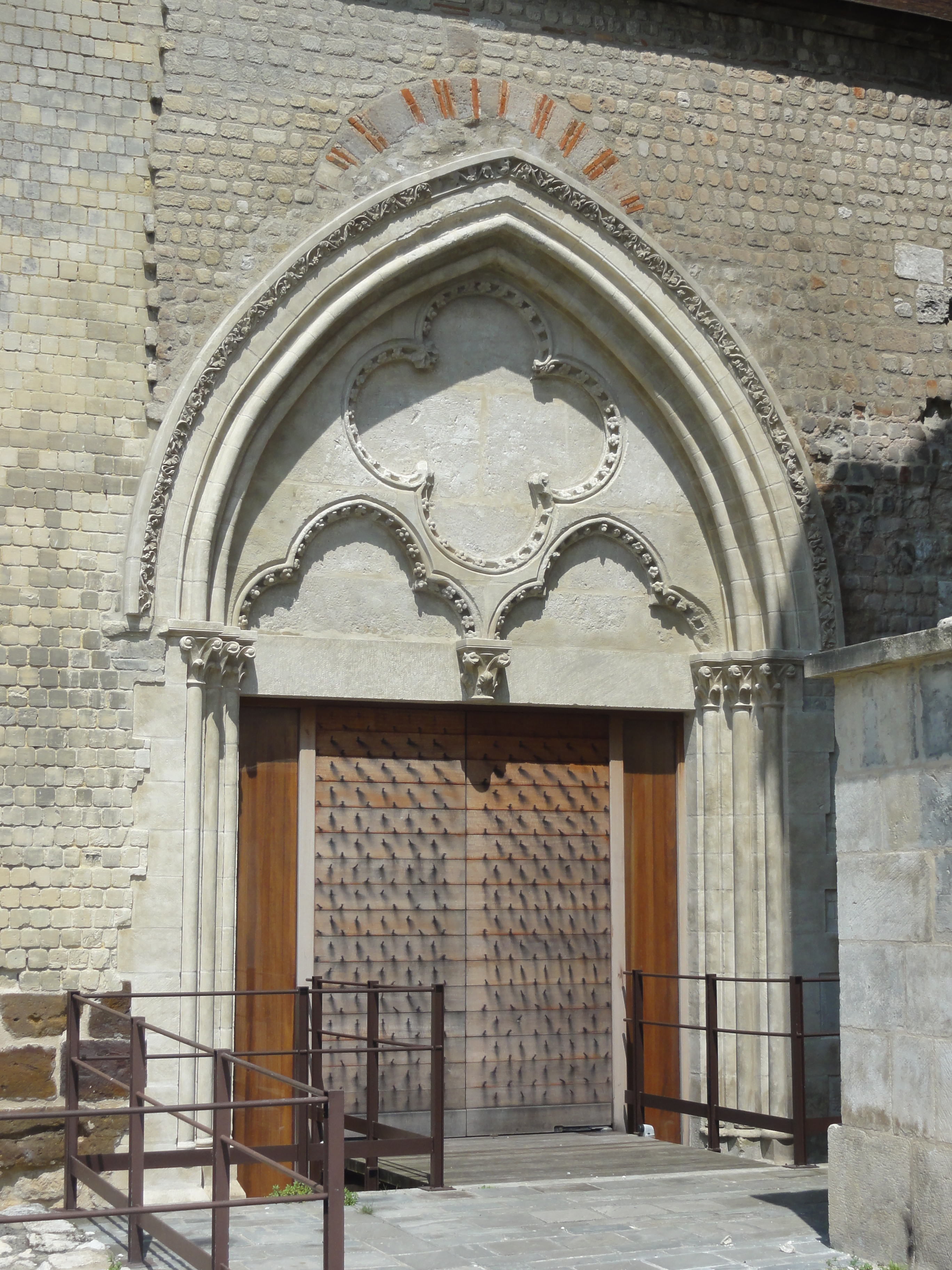
Le portail méridional gothique du XIIIe siècle.

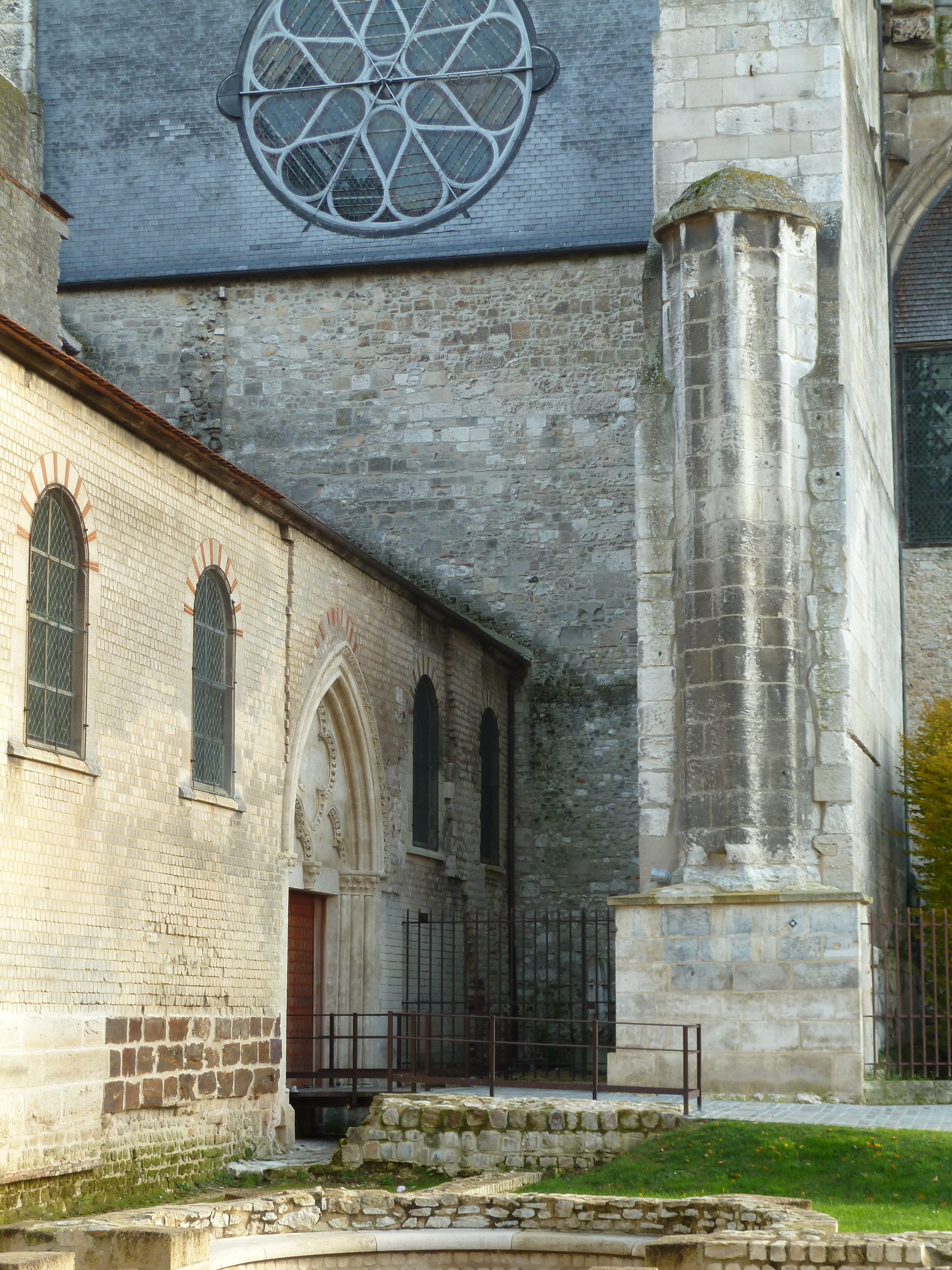
Bas-côté sud, vue de flanc et raccordement avec la cathédrale.

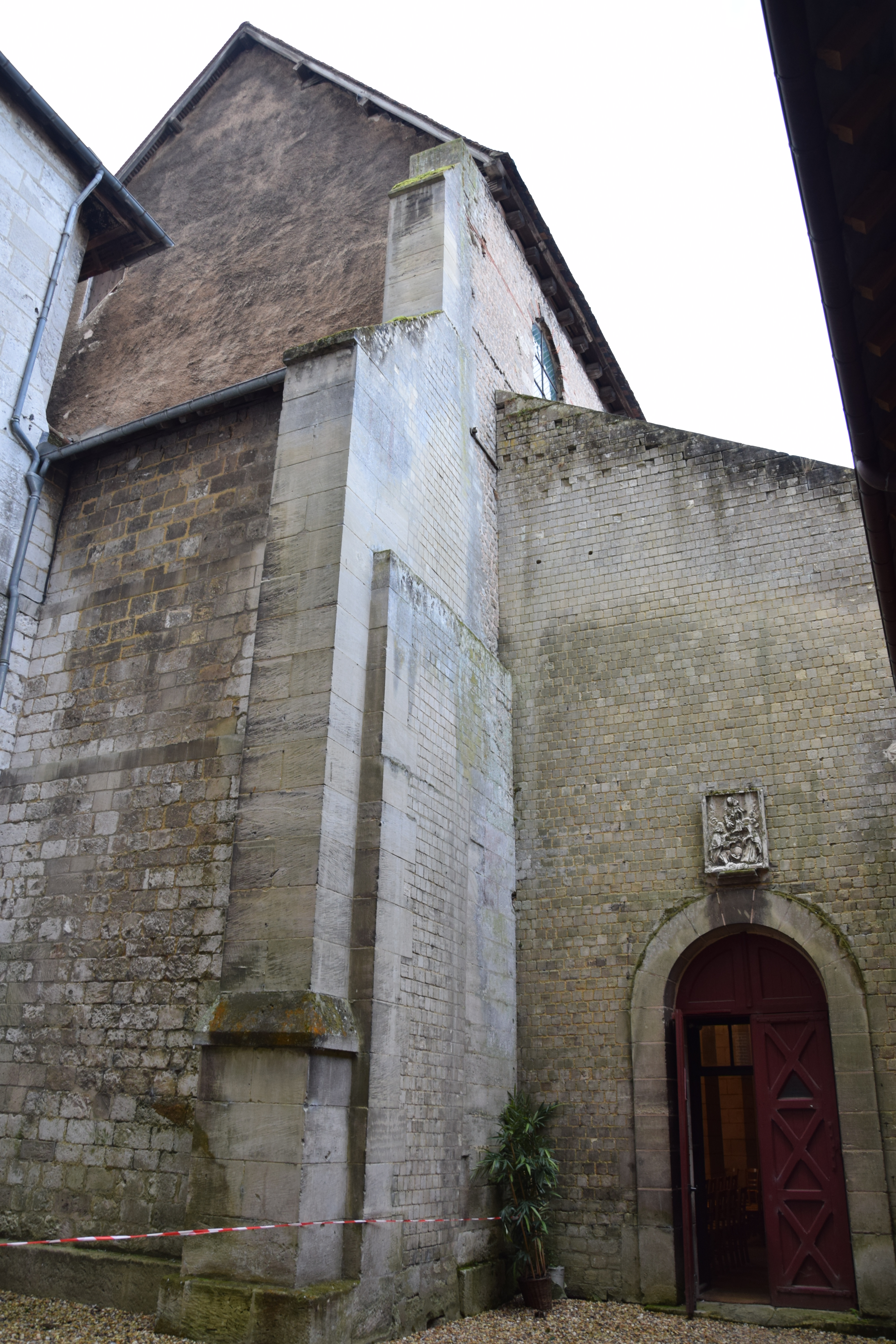
Le « chevet » actuel.

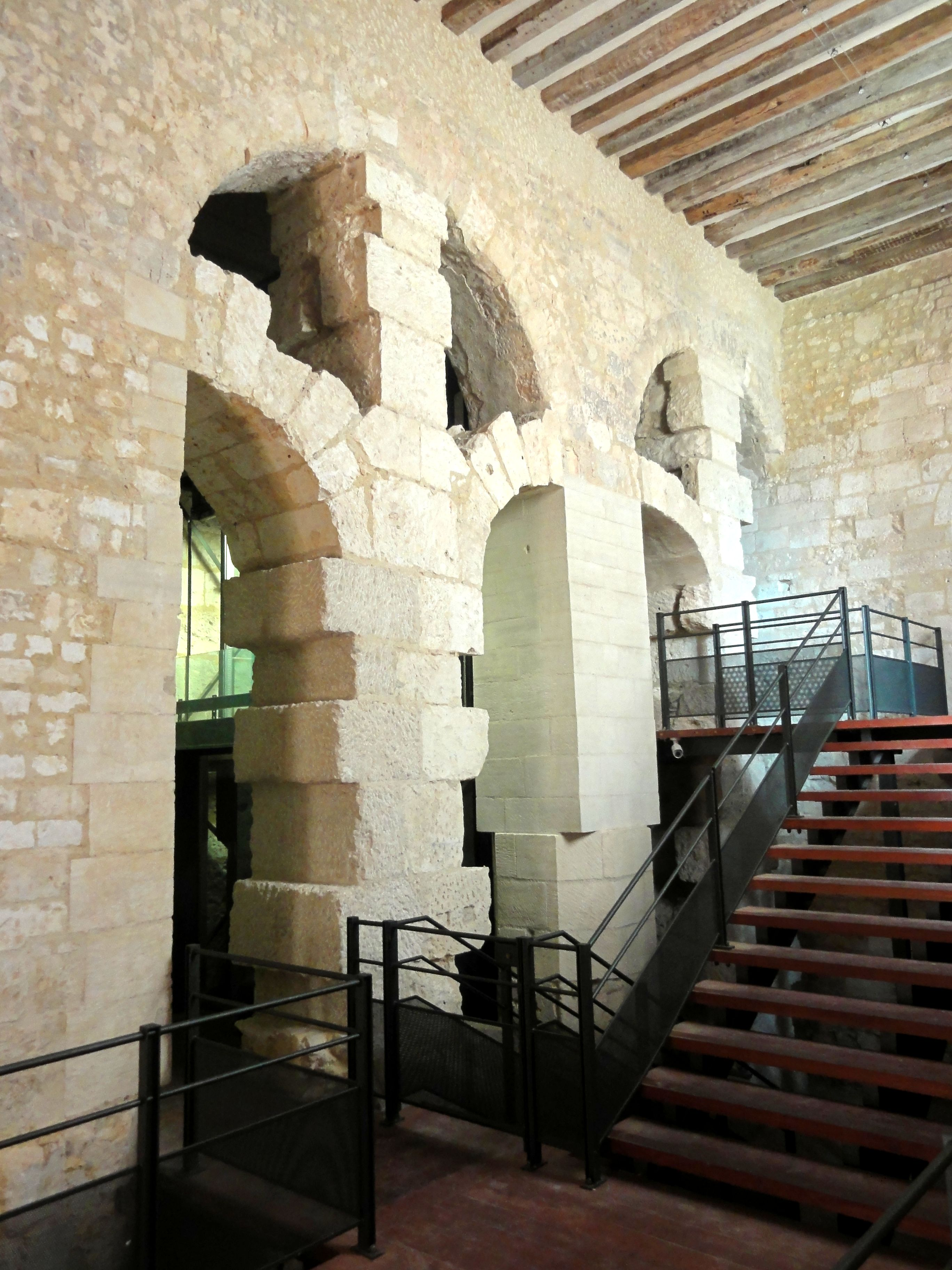
Partie désaffectée du bas-côté sud, grandes arcades consolidées.

Suivant l'opinion émis par le « premier historien de la ville de Beauvais », Pierre Louvet, qui écrit en 1614,, l'on a longtemps considéré la Basse-Œuvre comme la cathédrale primitive de Beauvais, avis qui se trouvait conforté par la similitude de son appareil de petits moellons cubiques avec celui de l'enceinte gallo-romaine du IVe siècle. En fait ce n'est que du réemploi. C'est Jean Hubert qui fournit en 1938 la démonstration scientifique que l'église date seulement de la seconde moitié du IXe siècle. Les conclusions des fouilles réalisées à partir de 1965 sous la direction d'Émile Chami vont dans le même sens,. Rares sont en effet les sources permettant une datation exacte de l'édifice. Les plus importantes faisaient partie de la collection Troussures, qui s'est perdue sous la Seconde Guerre mondiale. Victor Leblond les a consultés, mais pas toujours correctement interprétées. Les fondations de la « nouvelle » église auraient été jetées sous l'évêque Hugues, en 949, et les travaux auraient été poursuivis par les quatre évêques qui lui succèdent.
Le nom qui est le plus souvent mentionné en lien avec la construction de la « nouvelle œuvre », comme on disait alors, est celui de l'évêque Hervé, dont l'épiscopat a duré de 987 à 998. Selon une charte de l'évêque Drogon datée de 1030 / 1040 environ, Hervé est le maître d'ouvrage qui mène les travaux jusqu'à l'achèvement, mis à part la décoration du chœur qui continue jusqu'en 1003. La « nouvelle œuvre » reste la cathédrale de Beauvais jusqu'à son remplacement progressif par l'édifice gothique rayonnant sous Milon de Nanteuil à partir de 1225, et devient alors la Basse-Œuvre. Elle garde comme vocable principal Saint-Pierre tant que le chœur gothique n'est pas remise au culte. Contrairement à ce qu'affirment certains auteurs comme Victor Leblond en 1926, et Jean-François Reynaud encore en 2000, il n'y a pas eu de cathédrale romane, et la Basse-Œuvre n'a pas été agrandie à l'est et pourvue d'une annexe. Ces opinions sont formellement contredites par les résultats des fouilles, et la stratigraphie sur laquelle s'appuie la datation d'Émile Chami est très solide. La datation de la Basse-Œuvre de la seconde moitié du XIe siècle, comme suggérée par Reynaud, ne tient pas non plus ; tout au plus peut-on admettre que la décoration de l'église a été achevée au tout début du XIe siècle.

### Les incendies et les remaniements au Moyen Âge
Plusieurs incendies ravagent l'église au fil des siècles, dont les quatre principaux ont lieu entre le milieu du XIe siècle et 1225. Les deux premiers se succèdent au milieu du XIe siècle, et les murs gouttereaux de la nef rougis par le feu sont restés en l'état, ce qui se voit encore bien du côté nord, non restauré au XIXe siècle. L'avant-corps et la façade sont reconstruits après le deuxième incendie, et le sol est exhaussé considérablement. Le troisième incendie s'étend sur la quasi-totalité de la ville de Beauvais et survient à la fin du XIIe siècle. Malgré des dégâts sans doute importants, l'église est reconstruite sous l'épiscopat de Philippe de Dreux. L'avant-corps du milieu du XIe siècle est refait, mais il disparaît par la suite. La porte donnant sur le cloître du chapitre, au nord, est murée. Le sol est exhaussé pour une seconde fois. Le nouveau maître-autel est consacré en 1222. Mais un nouvel incendie embrase la cathédrale en 1225, et semble concerner surtout les parties orientales. C'est la raison pour laquelle l'évêque Milon de Nanteuil décide de faire bâtir une nouvelle cathédrale, qui correspond aux besoins liturgiques de l'époque et au goût du jour. En attendant l'achèvement de ce nouvel édifice (qui ne se fera jamais), le transept et la nef de la Basse-Œuvre sont remis en état, et un nouveau portail est aménagé dans la quatrième travée du bas-côté sud (il existe toujours, mais est resté bouché jusqu'après 2006). Le sol est exhaussé pour une troisième fois. Il se situe maintenant à 1,75 m au-dessus du niveau du sol primitif, et le même constat peut être fait pour les abords de l'église : les arcs des portes et fenêtres du rez-de-chaussée de la salle Saint-Pierre, au nord de la Basse-Œuvre, se trouvent aujourd'hui pratiquement au ras du trottoir. Les fouilles ont démontrée qu'un chevet plat provisoire est édifié au XIIIe siècle entre les deux piles occidentales du transept de la Basse-Œuvre, afin que la célébration du culte puisse continuer. Le nouveau chœur est achevé en 1272 ; il se raccorde directement au vieux transept, qui est maintenu. Les voûtes du chœur gothique s'écroulent en 1289, et l'Eucharistie est célébrée de nouveau dans le chœur provisoire de la Basse-Œuvre, en attendant la reconstruction des voûtes au XIVe siècle. Au XVe siècle, la Basse-Œuvre est décorée de peintures murales ; l'on en a trouvé une qui représente saint Jean-Baptiste désignant l'agneau pascal. En 1482, les paroissiens doivent s'excuser auprès du chapitre pour avoir construit une tribune sans sa permission. Les verrières sont réparées en 1485.

### Les évolutions à l'époque moderne
En 1510, la Basse-Œuvre est une deuxième fois amputée pour la construction du transept gothique flamboyant de Martin Chambiges et d'une travée de nef. Du fait de l'ampleur de cette structure, les deux ou trois dernières travées de la nef carolingienne disparaissent également. Ne restent que six travées entières, ainsi que la plus grande partie de la septième travée. Par contre, une construction dans l'angle entre la nef et l'ancien croisillon sud est épargnée, et transformée en chapelle. Enfin, vers la fin du XVIe siècle et le début du XVIIe siècle, deux contreforts particulièrement saillants sont bâties à l'ouest de la seule travée de nef de la cathédrale gothique qui a jamais été construite. Le contrefort du sud se situe en dehors de la cathédrale carolingienne, mais le contrefort du nord va du milieu de la quatrième jusqu'à la septième travée de sa nef. Les murs extérieurs des travées impactées sont conservés en partie, mais la nef est réduite à seulement trois travées, le début de la quatrième travée devenant le nouveau sanctuaire. Hormis sa fonction d'accueillir les messes paroissiales, la vocation de la Basse-Œuvre est désormais celle d'un baptistère, ce qui souligne son importance symbolique comme plus ancien lieu de culte de la ville. Jusqu'à la fin de l'Ancien Régime, tous les enfants qui naissent du samedi saint jusqu'au samedi suivant, ainsi que de l'Ascension jusqu'à la Pentecôte, doivent être baptisés dans la Basse-Œuvre.
L'église est gérée par les marguilliers et le conseil de fabrique, comme n'importe quelle église paroissiale, mais elle demeure la propriété du chapitre cathédral. Ce détail est important du point de vue des chanoines, et pour que l'on ne l'oublie pas, ils tiennent à respecter un usage qui veut que le curé leur remette la clé de l'église les jours de Saint-Antoine et de Saint-Arnoult. En effet, dans l'hypothèse d'un achèvement de la cathédrale, le chapitre pourra faire démolir la Basse-Œuvre afin de libérer la place pour la nef. En tant que propriétaire, le chapitre devrait payer l'ensemble des gros travaux de réparation, mais il refuse généralement de le faire. Il participe seulement aux frais, la majorité étant prise en charge par les habitants et la fabrique. — À la fin du XVIe siècle au plus tôt, l'église est munie d'un clocher en charpente couvert d'ardoise, assis à cheval sur la toiture de la nef, près de la façade. En 1668, un nouveau avant-corps est plaqué devant la façade occidentale de la Basse-Œuvre, afin d'éviter son écroulement. En 1698 enfin, une nouvelle sacristie composée de deux travées voûtées d'ogives est ajoutée. D'importants travaux de restauration et de consolidation sont réalisés en 1731-32 et 1751-52, avec reprise en sous-œuvre des fondations des piliers, et pose d'étais ou de tirants en fer. Des discussions entre paroisse et chapitre retardent l'exécution de ces travaux. Pendant leur durée, les messes sont transférées dans une chapelle de la cathédrale. Le clocher est restauré en 1682, 1706 et 1736. Il est abattu sous la Révolution française, en 1793. La fermeture au culte intervient précocement le 11 mai 1791, et l'église est vendue comme bien national en 1794. Elle est transformée en magasin de bois de chauffage, et des habitations précaires y sont adossés au sud et à l'ouest.

### La restauration de l'église auXIXesiècle

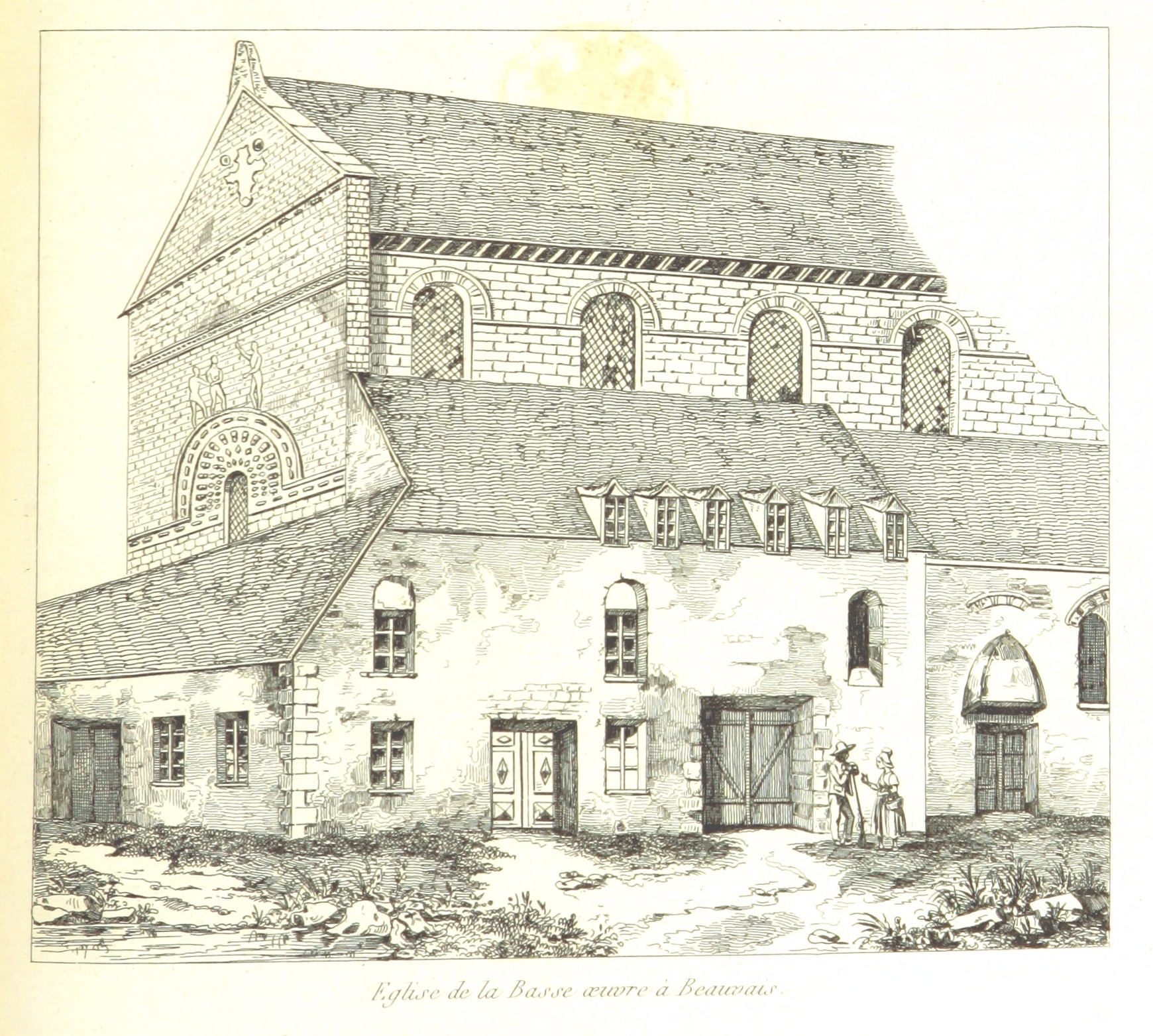
L'église avant sa restauration (vers 1836).

Le dépôt de bois est finalement jugé trop dangereux à proximité immédiate de la cathédrale, car au cas d'incendie, toute la cathédrale risquerait de s'enflammer. En 1836, le conseil municipal projette donc de démolir la Basse-Œuvre, la salle Saint-Pierre (à l'époque cour d'assises) et le châtelet d'entrée de l'ancien palais épiscopal (à l'époque palais de justice), dans le simple but d'agrandir la place Saint-Pierre. Cependant, l'opposition des habitants est forte, et une pétition signée par bon nombre entre eux propose la transformation de l'ancienne église en musée. La municipalité renonce à la démolition, mais préfère utiliser la Basse-Œuvre comme bibliothèque municipale. La commission des monuments historiques prend connaissance des menaces qui pèsent sur le monument, et n'est pas non plus favorable à une affectation comme bibliothèque, qui risque de dénaturer l'église à jamais. L'intervention de Prosper Mérimée en personne permet finalement de sauver la Basse-Œuvre, et le classement aux monuments historiques intervient par la première liste de 1840. Au mois de novembre, la Basse-Œuvre est rachetée par l'État au sieur Prévôtel Thiberge, qui l'avait hérité de son père, marchand bonnetier, qui l'avait lui-même acquise d'Henri Cartier en 1799. Les appentis accolés à l'église et l'avant-corps devant la façade sont démolis. Les premiers projets de restauration prévoient des transformations presque aussi profondes que la transformation en bibliothèque : l'architecte Joseph-Jacques Ramée veut détruire le contrefort qui coupe la nef et faire édifier une grande abside en hémicycle, et en 1849 / 50, l'architecte Jean-Charles Danjoy veut aménager l'église en baptistère byzantin. Ce n'est que le manque de crédits qui évite la mise en exécution, et la restauration est ajournée. Elle est finalement lancée 1864, et sa direction confiée aux architectes Verdier et Jean-Baptiste Aux-Cousteaux. Les travaux prennent trois ans et se terminent en 1867. On bouche les quatre portes supplémentaires qui avaient été percées dans la façade et les bas-côtés à différentes époques. Les historiens de l'art jugent généralement la restauration trop radicale du côté sud, mais comme déjà signalé, le côté nord donnant sur le cloître est heureusement épargné. — En 2006, Philippe Bonnet-Laborderie observe que l'église « vient d'être entièrement repeinte à l'intérieur, avec des faux-joints figurant des pierres de moyen appareil ».

## Description

### Aperçu général

Plan de l'église.

L'église n'est pas tout à fait régulièrement orientée : son axe est dévié de 20° vers le nord du côté du chevet. Aujourd'hui, la Basse-Œuvre est un petit édifice qui se compose d'une nef de trois travées accompagnée de bas-côtés, et d'un court sanctuaire, dont la profondeur correspond à une demi-travée de la nef. La nef mesure 9,30 m de large et est deux fois plus large que les bas-côtés, qui mesurent 4,65 m. L'élévation du vaisseau central comporte l'étage des grandes arcades et l'étage des fenêtres hautes. L'ensemble de l'église possède un plafond plat en bois, qui atteint une hauteur de 15,00 m dans la nef, et de 6,55 m dans les bas-côtés. Ceux-ci sont recouverts par des toits en appentis, et la nef par un toit à deux rampants, avec des pignons à l'ouest et à l'est. On accède à l'église par le portail occidental, rue du Musée. — Le bas-côté sud se prolonge d'un couloir, qui n'est autre que ses anciennes travées médianes (quatrième à sixième), et qui permet théoriquement l'intercommunication avec la cathédrale. En réalité, la porte au bout du couloir est habituellement fermée. Un escalier de treize marches est nécessaire pour compenser la différence du niveau du sol, qui est nettement plus élevé dans la cathédrale. Au nord du couloir, les anciennes grandes arcades sont encombrées par des piliers et des demi-arcades du XVIIIe siècle, bâties sans aucune considération esthétique afin de rétablir la stabilité de l'édifice. Aujourd'hui, les arcades ouvrent des perspectives de vue sur des restes archéologiques mises au jour entre 1967 et 1985. À la suite des fouilles, le couloir n'a pas été remblayé, et un plancher de bois a été établi au niveau du sol actuel de la Basse-Œuvre. Le portail méridional du XIIIe siècle, visible depuis la place Saint-Pierre, donne sur le couloir (anciennement, la quatrième travée du bas-côté),.
Primitivement, la nef était précédée d'un massif occidental servant de porche. La faible profondeur ne parle pas en faveur d'une tour, dont le premier étage aurait pu s'ouvrir sur la nef à l'instar d'une tribune, comme à Morienval. La nef était trois fois plus longue et comptait neuf travées. Pour imaginer cette longueur, il faut ajouter la moitié de leur longueur au bas-côté sud, la partie servant de couloir comprise. Le transept était largement débordant, comme toujours à l'église Saint-Étienne de Beauvais, et chaque croisillon comportait deux parties successives. La croisée du transept était sans doute surmontée d'une tour-lanterne, comme fréquemment à l'époque carolingienne : son plafond était donc située plus haut que celui de la nef, et des fenêtres hautes, situées dans les angles, laissaient entrer le jour. Seul le croisillon sud a été presque entièrement fouillé, et l'on sait qu'un portail protégé par un porche se trouvait à son extrémité méridionale. Dans l'angle entre la septième à la neuvième travée du bas-côté sud et du croisillon, se trouvait une chapelle qui comportait deux vaisseaux parallèles, avec deux toits en bâtière indépendants dans le sens longitudinal (est-ouest). Au nord, il y avait une construction semblable, mais elle n'a pas pu être entièrement reconnue. Le chœur, dont l'on ignore toujours le plan exact, était flanqué de deux absidioles. La longueur totale de l'église était de 65 m environ, et la largeur est de 20,60 m au niveau de la nef. Tenant compte du niveau primitif du sol, la hauteur de la nef devait être de 19 m,.

### Façade occidentale

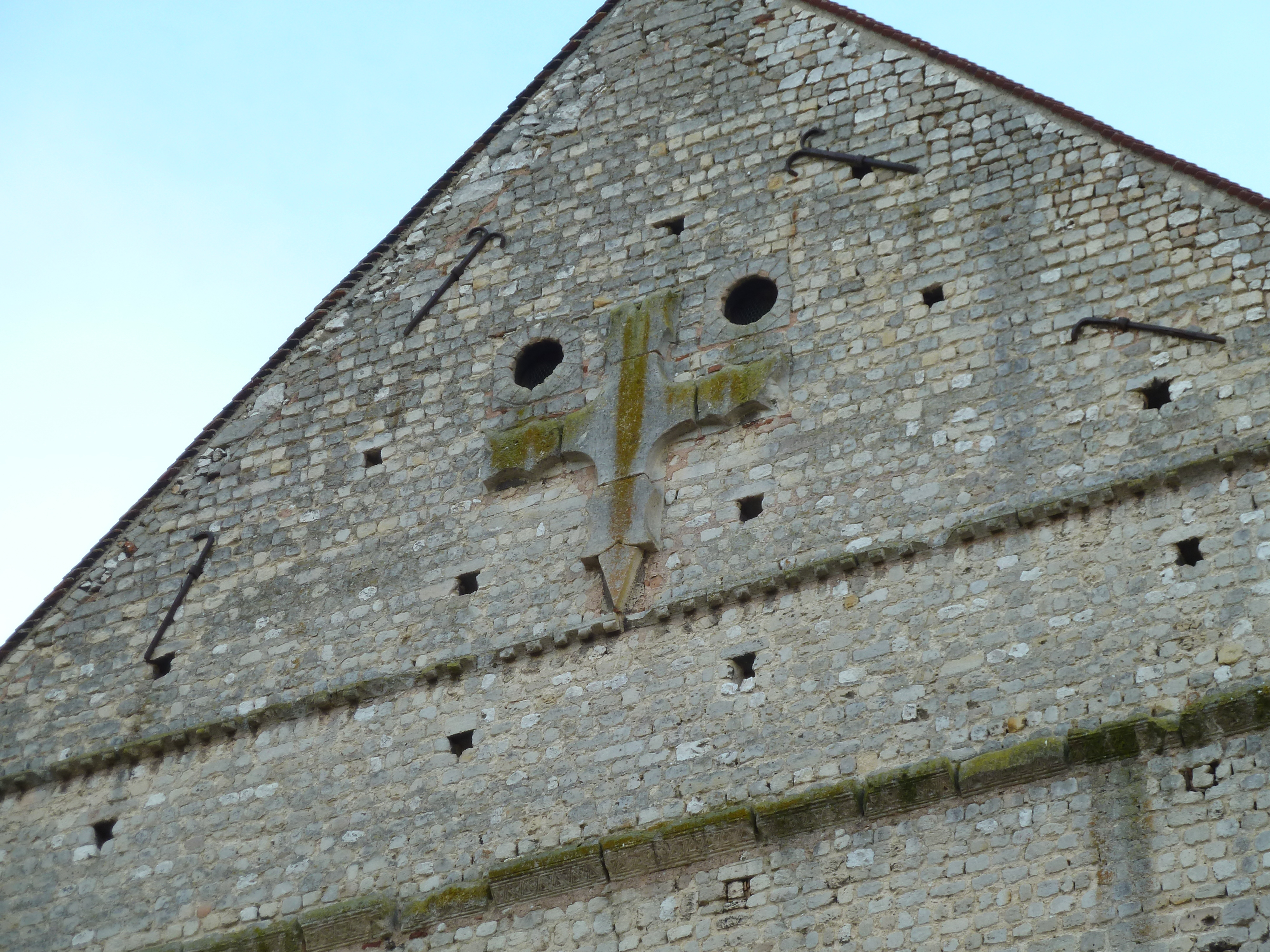
Détail du pignon.

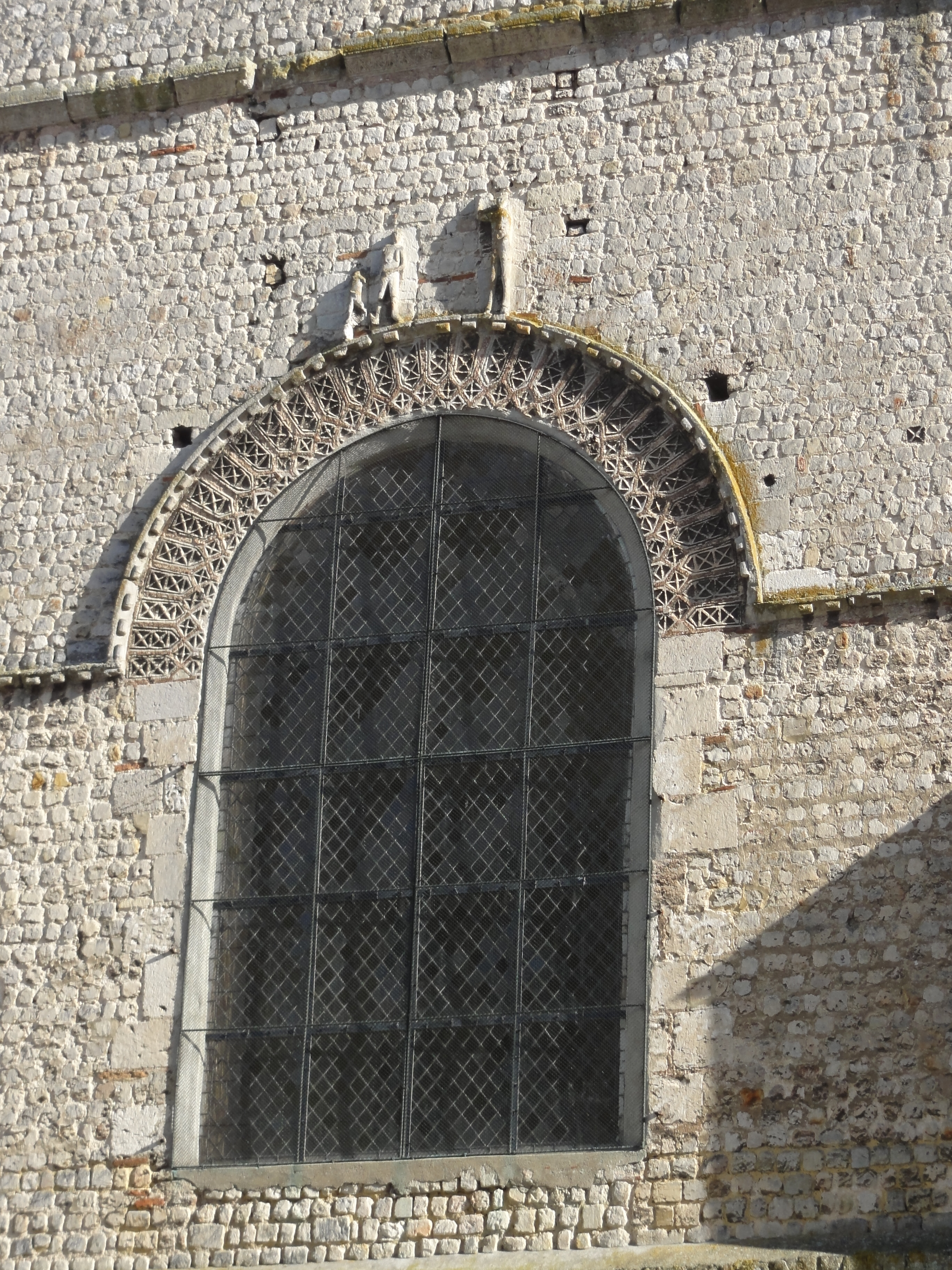
Fenêtre haute de la façade ; trois petits personnages se profilent au-dessus de l'archivolte.

La Basse-Œuvre paraît comme l'un des plus vastes édifices carolingiens de France parmi ceux qui sont connus à ce jour. Néanmoins, comme le souligne Philippe Bonnet-Laborderie, elle ne doit pas être vue comme un monument exceptionnel par son ampleur architecturale, mais comme une construction relativement fréquente à l'époque. Dans son ensemble, elle peut être comparée aux basiliques de Steinbach et Seligenstadt, en Hesse, consacrées respectivement en 827 et 840, et bâties sous Éginhard. Ces deux églises sont conservées dans leur intégralité. La façade occidentale actuelle a été plaquée devant la nef après les deux incendies du milieu du XIe siècle, et selon Philippe Bonnet-Laborderie, annonce déjà l'architecture romane à venir. Le petit appareil cubique s'explique par un réemploi de pastoureaux provenant d'anciens édifices de la ville détruits lors du saccage de Beauvais au IIIe siècle, et non des remparts gallo-romains du IVe siècle comme il a souvent été écrit. L'appareil est analogue sur les murs latéraux, mais la régularité y est meilleure. Les jonctions entre la façade du milieu du XIe siècle et les murs gouttereaux de la fin du Xe siècle restent visibles. Le pignon est plus élevé que le toit de la nef. Il est ajouré par deux petits oculi et entre les deux s'insère la partie supérieure d'une croix byzantine en bas-relief. Elle se compose de six éléments, et rappelle le crucifix de l'église de Montmille, sauf qu'elle n'a apparemment jamais porté un Christ. Le segment inférieur de la croix est un triangle, dont la pointe est tournée vers le bas et touche presque le rang de billettes, qui relie les deux extrémités inférieures du pignon. Un peu plus bas, un simple bandeau biseauté court au niveau du sommet des murs gouttereaux. Des chaînages d'angle en pierre de taille sont visibles aux angles de la façade et des murs hauts de la nef. Plus bas, ils cèdent la place à des contreforts plats, qui s'amortissent par des glacis formant larmier au niveau des sommets des toits en appentis des bas-côtés,.
Les contreforts ont été en grande partie refaits lors d'une restauration. Au niveau de leur sommet, un second cordon de billettes anime la façade. Il s'infléchit au-dessus de la fenêtre occidentale de la nef, qui mesure 3,00 m de large, alors que les fenêtres latérales de la nef ne mesurent que 2,07 m de large. Il n'y a pas d'ébrasement. La décoration des claveaux de l'archivolte est extraordinaire, et se compose de formes géométriques simples mises en relief par l'excavation des espaces comprises entre les lignes. Un premier rang de claveaux est de faible envergure, et comporte des pierres dont la partie supérieure est triangulaire. Ces pierres montrent des losanges subdivisés par une ligne horizontale. Le premier rang de claveaux, également de faible envergure, est constitué de pierres carrées disposées en losange, et le décor est ici formé par deux lignes entrecroisées reliant les extrémités du losange. Le troisième rang de claveaux est plus important que les deux premiers réunis, et chaque pierre peut ainsi comporter deux croix superposées et un triangle, ce dernier s'insérant entre deux losanges du second rang de claveaux. Ce type de décor géométrique apparaît parfois sur les impostes des grandes arcades à partir du milieu du XIe siècle, comme à Cinqueux et Rhuis. S'ajoutent à ce décor, trois personnages nus de taille inégale et répartis irrégulièrement, prenant place tous les trois sur le rang de billettes au-dessus de l'archivolte. Eugène Woillez a démontré que ces personnages ont été réencastrés, et ils pourraient donc provenir de l'ancienne façade. Quant aux piédroits de la fenêtre, elles sont formés par des pierres de moyen appareil, comme par ailleurs ceux du portail occidental, qui se résume à une porte en plein cintre sans décoration aucune. Les murs occidentaux des bas-côtés sont aveugles, et aux angles, apparaissent des contreforts apparemment refaits,.

### Élévations latérales

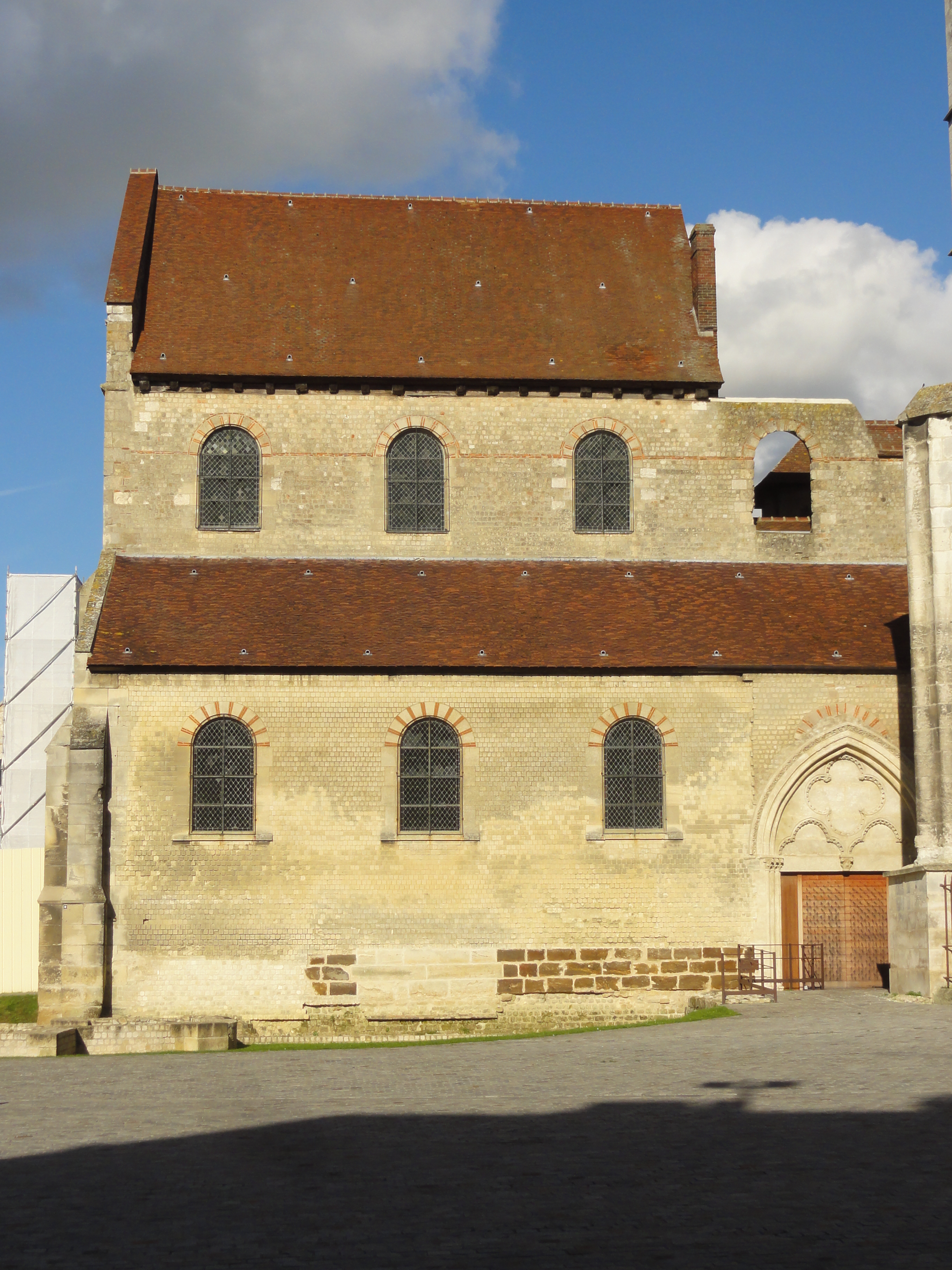
Élévation sud.

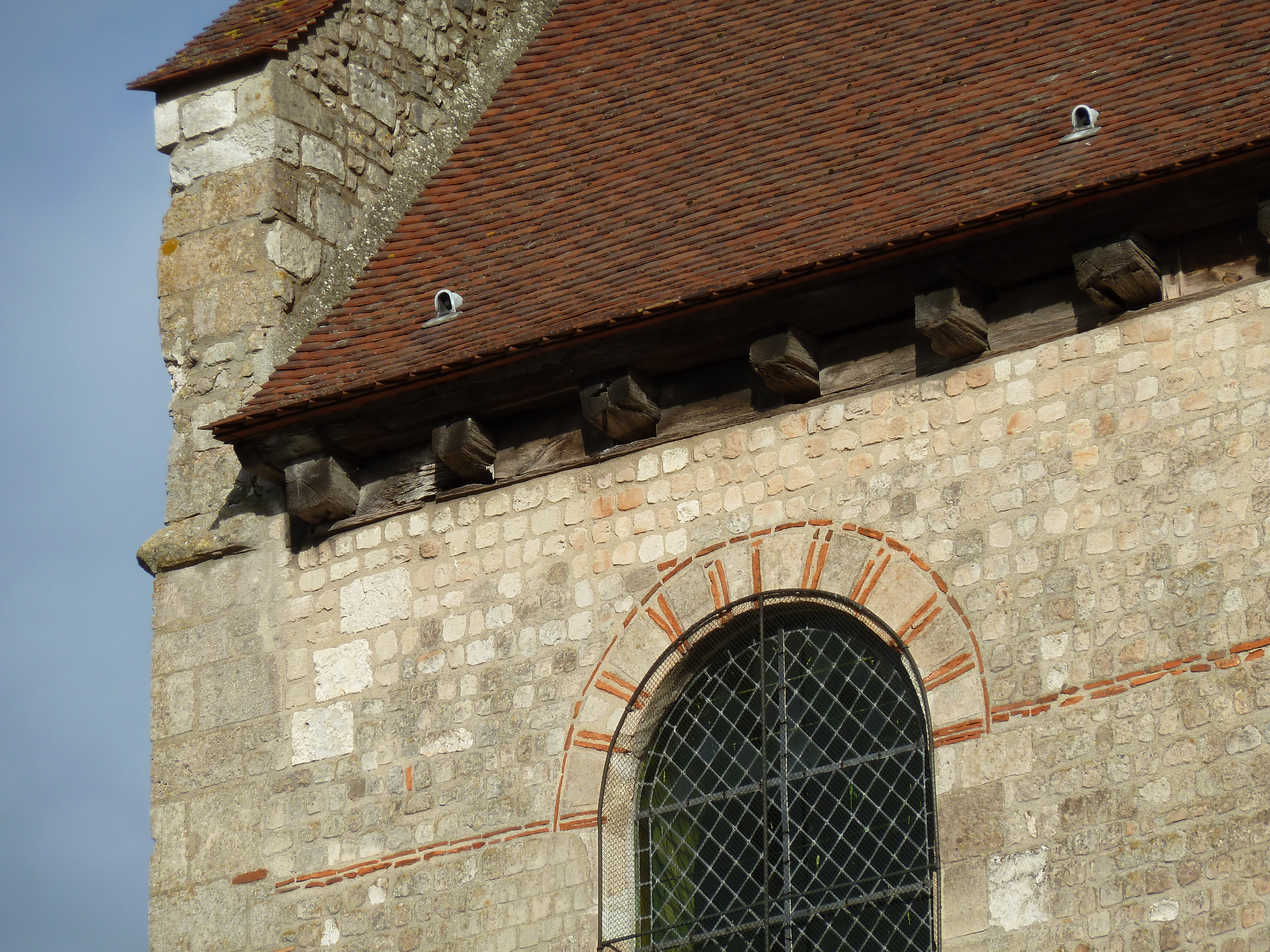
Détail de la première fenêtre haute.

Les élévations latérales conservent leur aspect primitif, bien que le côté sud manque d'authenticité. La fenêtre haute de la quatrième travée y subsiste. Le côté nord était badigeonné jusqu'à la restauration des années 1864-67. Le mur gouttereau de la nef y est interrompu peu après la troisième travée. Les arrachements des deux murs gouttereaux restent visibles sur le mur qui ferme la cathédrale Saint-Pierre à l'ouest. Les murs hauts de la nef sont constitués pour l'essentiel de moellons cubiques de 10 cm de côté (appelés pastoureaux), mais à certains endroits, on trouve aussi des briques rouges d'épaisseur variable, parfois assez plates (murs en opus mixtum). Eugène Woillez pense que les briques les plus plates sont en réalité des fragments de tuiles. Sur les murs hauts de la nef, deux assises de briques forment un cordon au niveau des impostes des fenêtres, et une seule assise entoure les archivoltes. Deux briques s'insèrent généralement entre deux claveaux ; parfois il n'y en a qu'une seule, plus rarement encore trois. Toutes les fenêtres de la nef ont les mêmes dimensions, mais le nombre de claveaux varie entre neuf et onze. Comme la fenêtre occidentale, les baies sont à arêtes vives et sans ébrasement extérieur. Il n'y a pas de corniche à proprement parler. Les chevrons de la charpente reposent directement sur les pastoureaux et ont des extrémités saillantes ; Eugène Woillez dit qu'elles sont sculptées et se prolongent de 70 cm environ du côté nord, mais cette valeur paraît exagérée, et on parlerait plutôt d'une légère mouluration que de sculpture,.
En ce qui concerne les murs des bas-côtés, ils sont percés de fenêtres analogues à celles de la nef, parfaitement alignées en dessous de ces dernières. L'appareil est également analogue, mais le cordon de briques manque. Eugène Woillez remarque l'absence de couronnement et de soubassement. L'exhaussement du sol a évidemment fait disparaître ce dernier, et Philippe Bonnet-Laborderie souligne que les fondations sont très solides. Aujourd'hui, trois assises de pierre d'appareil sont visibles au niveau de la seconde et de la troisième travée du côté sud. La quatrième travée y comporte le portail gothique, qui se distingue par son tympan décorée de trois arcs trilobées et d'un quatre-feuilles en bas-relief. En face au nord, subsistent piédroits de l'une des rares portes carolingiennes qui soient connues. Elle avait une largeur de 2,20 m. Émile Chami a examiné les vestiges en détail et formule les hypothèses suivantes sur les parties supérieures : « Sommiers formés d'un monolithe posé en tas de charge et sur lequel sont simulés des joints de claveaux, linteau en bâtière composée d'une plate-bande appareillée en crossettes et dont la pente est soulignée comme les impostes, par un cordon de briques d'arase d'origine gallo-romaine, arrière-voussure masquée par les restes d'un tympan en pierre de petit appareil réemployées »,.

### Intérieur

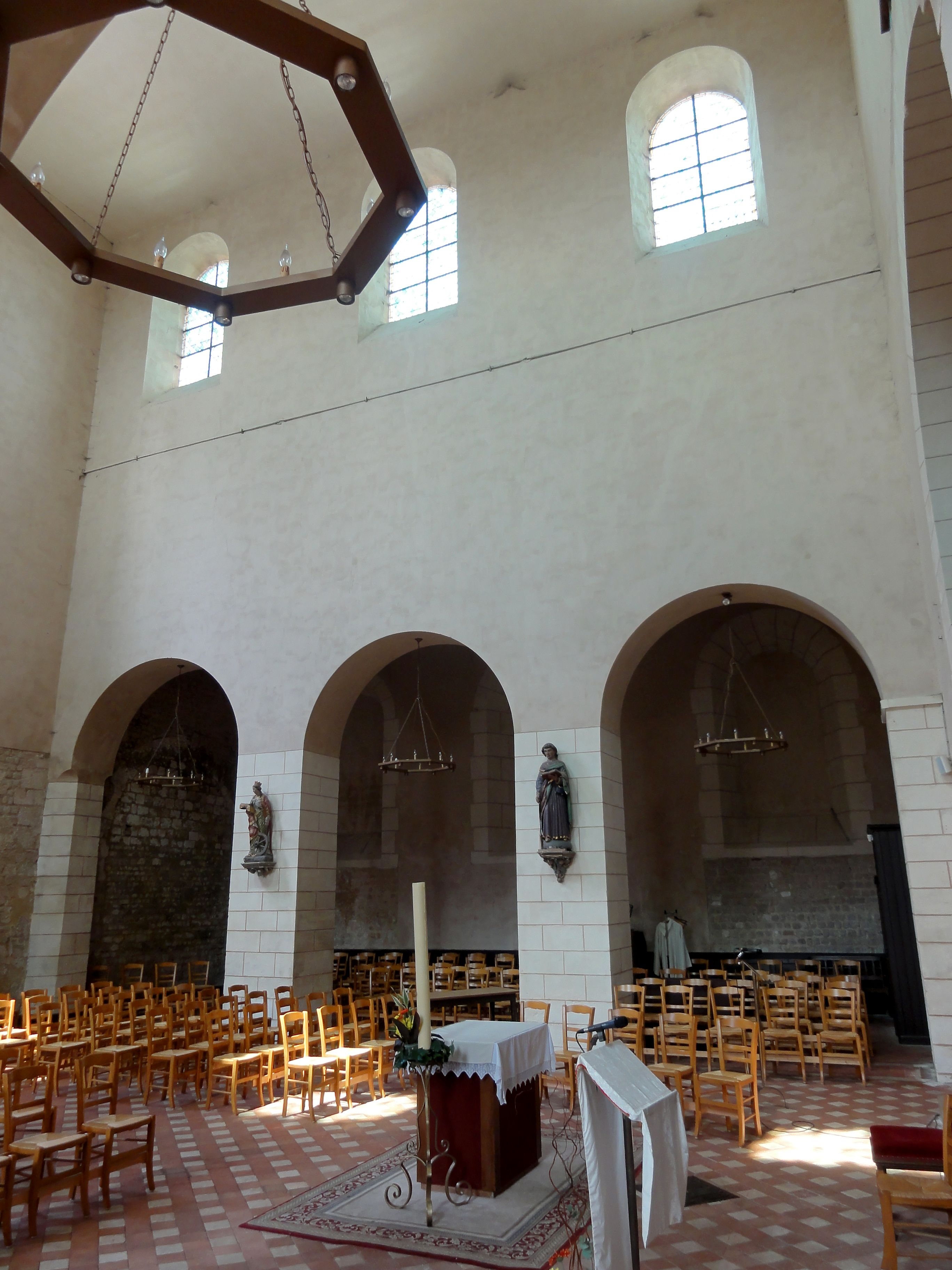
Nef, élévation nord.

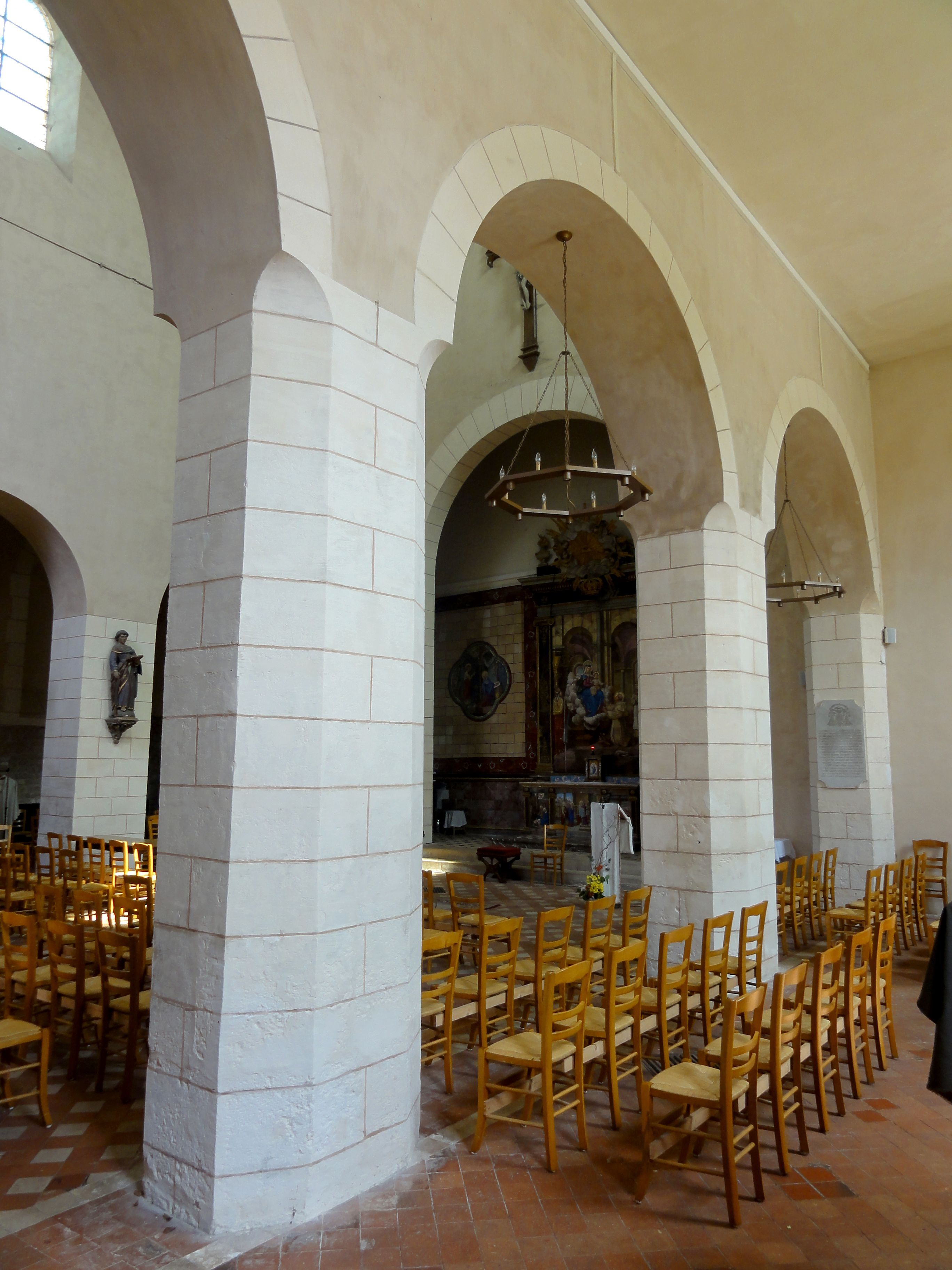
Grandes arcades du sud.

Les proportions de l'espace intérieur répondent à des principes simples. Jusqu'à l'exhaussement du sol, les grandes arcades ont la moitié de la hauteur des murs de la nef, et la nef est deux fois plus haute que large. Elle est également deux fois plus large que les bas-côtés, et la largeur totale de l'église correspond à la hauteur de la nef. Les piliers des grandes arcades sont rectangulaires, et ont une épaisseur de 1,00 m dans le sens transversal, et une largeur de 1,19 m dans le sens longitudinal. Parmi les piliers situés en dehors de l'église actuelle, deux ont au moins été remaniés : l'un est cruciforme et annonce les piliers cantonnés de la période romane tardive, et l'autre s'accompagne d'un dosseret. La largeur des arcades varie entre 3,40 m et 3,60 m, et leurs claveaux sont inégaux. Contrairement aux arcs extérieurs des fenêtres, l'on ne note pas d'intercalation de briques. En principe, les piliers et arcades sont à arêtes vives, mais beaucoup de piliers sont tronqués, ou ont été entaillés, sans doute afin de permettre la pose de boiseries et d'autres éléments de mobilier disparus depuis la Révolution. Les fenêtres de la nef sont poussées très hautes sous le plafond, et seulement légèrement ébrasées, mais s'ouvrent au-dessus d'un glacis. Les fenêtres du bas-côté nord sont toutes bouchées. On y voit en revanche les claveaux et les pierres d'appareil formant les piédroits, qui dans la nef disparaissent sous les badigeons. D'après Eugène Woillez, le parement intérieur était identique au parement extérieur avant la restauration des années 1864-67, mais un épais revêtement de plâtre cachait sa nature. Aujourd'hui les murs sont toujours parfaitement lisses, sauf à l'ouest, où l'enduit du XIXe siècle a été enlevé dans les bas-côtés et en bas du mur de la nef, et dans tout le bas-côté nord, où le petit appareil de pastoureaux a également été dégagé en bas des murs. Ainsi, les contours des portes postérieures à la période carolingienne et bouchées au XIXe siècle deviennent de nouveau visibles,.
Le plafond de la nef est tout à fait plat et lisse, mais dans le bas-côté nord, ainsi qu'au début du bas-côté sud, les poutres en bois sont apparentes et rompent quelque peu la monotonie. Les fouilles ont permis de prendre connaissance de quelques détails dont il ne reste plus trace dans l'église actuelle : des croix de consécration assez grandes excavées sur les piliers, des bancs de pierre le long des murs latéraux des bas-côtés, et le dallage du sol primitif, calciné par le premier incendie. Il n'y a pas la moindre trace d'une ornementation sculptée, et aucun auteur ancien n'en mentionne. En revanche, elle devait exister dans le chœur, comme l'indiquent quelques débris intégrés dans le mur oriental du XIIIe siècle : un claveau orné de motifs géométriques en creux (comme au-dessus de la baie occidentale), et le fragment d'une imposte décorée d'une frise de feuilles d'acanthe stylisées, d'une belle facture. Il paraît que l'ornementation reposait en grande partie sur des peintures murales (pas des fresques), qui devaient être omniprésentes dans l'église. Elles sont notamment attestées pour la totalité des surfaces intérieures du porche devant le croisillon sud, qui représentait sans doute l'entrée principale. Émile Chami estime que rien qu'ici, les peintures devaient totaliser une superficie de 80 m2 environ. Leur style ne se rattache à aucune école de peinture carolingienne ou romane connue en France. Un visage d'homme de grande qualité a été retrouvé dans le chœur en 1972. Au moins depuis que la nef a été repeinte au début des années 2000, toute trace éventuelle de polychromie ancienne a malheureusement disparu. Les fouilles ont démontré que l'église était également décorée de mosaïques de tessons de céramique peints ou vernissés, de toutes époques. Certains fragments évoquent un réemploi de la période romaine. Eugène Woillez avait déjà deviné l'existence de ces mosaïques, dont l'un des motifs a été repris par Martin Chambiges pour le pavement du transept. Finalement, les baies étaient munies de vitraux en grisaille. L'aspect dénudé et austère de l'intérieur de l'église ne reflète donc en rien l'ambiance à l'époque carolingienne. En réalité, selon Philippe Bonnet-Laborderie, Notre-Dame-de-la-Basse-Œuvre était un édifice d'une incomparable richesse d'ornementation. Il reflétait la richesse de Beauvais, de ses évêques et de son chapitre, qui faisaient appel aux plus grands artistes de leur temps pour embellir leur cathédrale,.

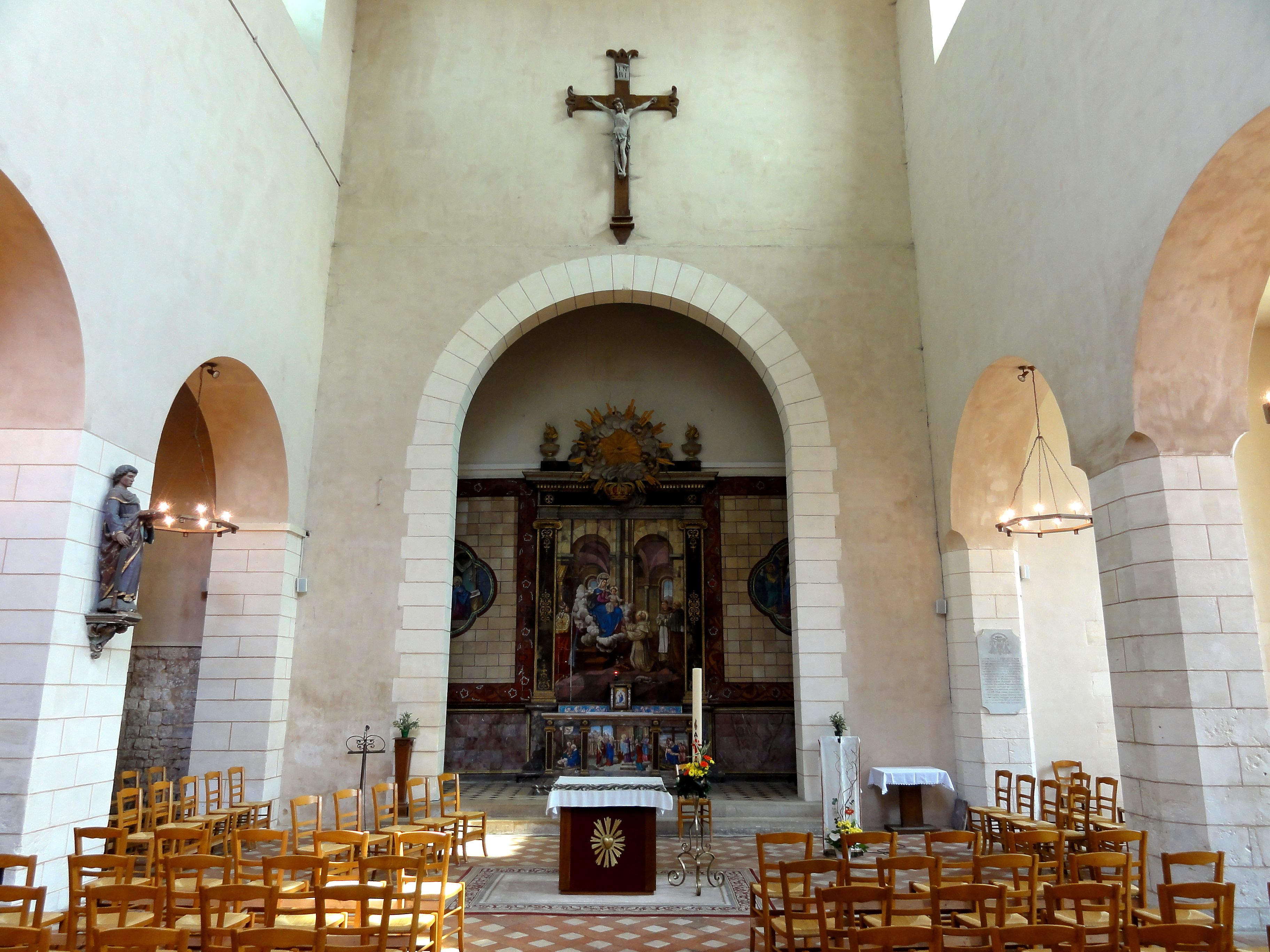
Nef, vue vers l'est.
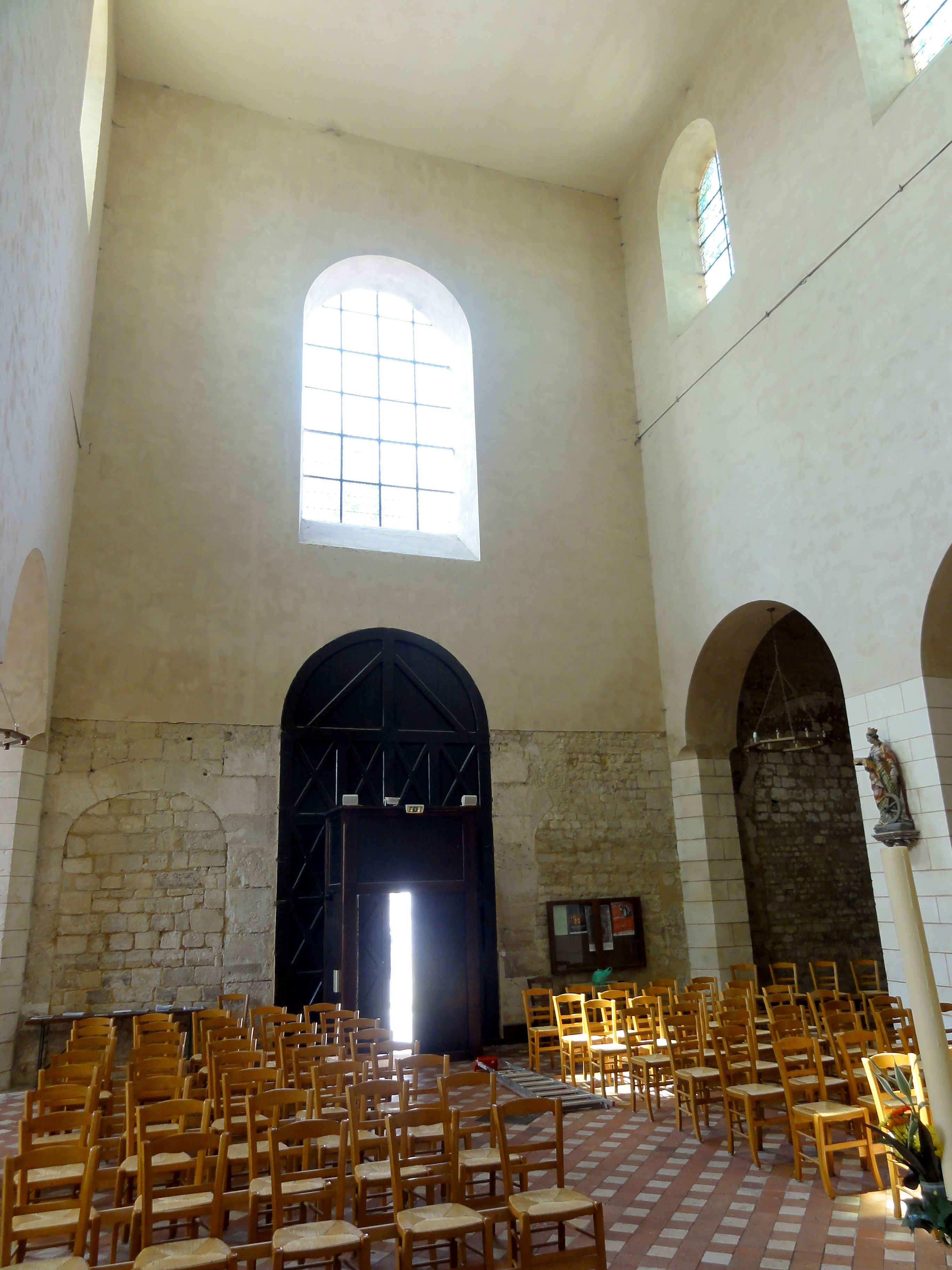
Nef, vue vers l'ouest.
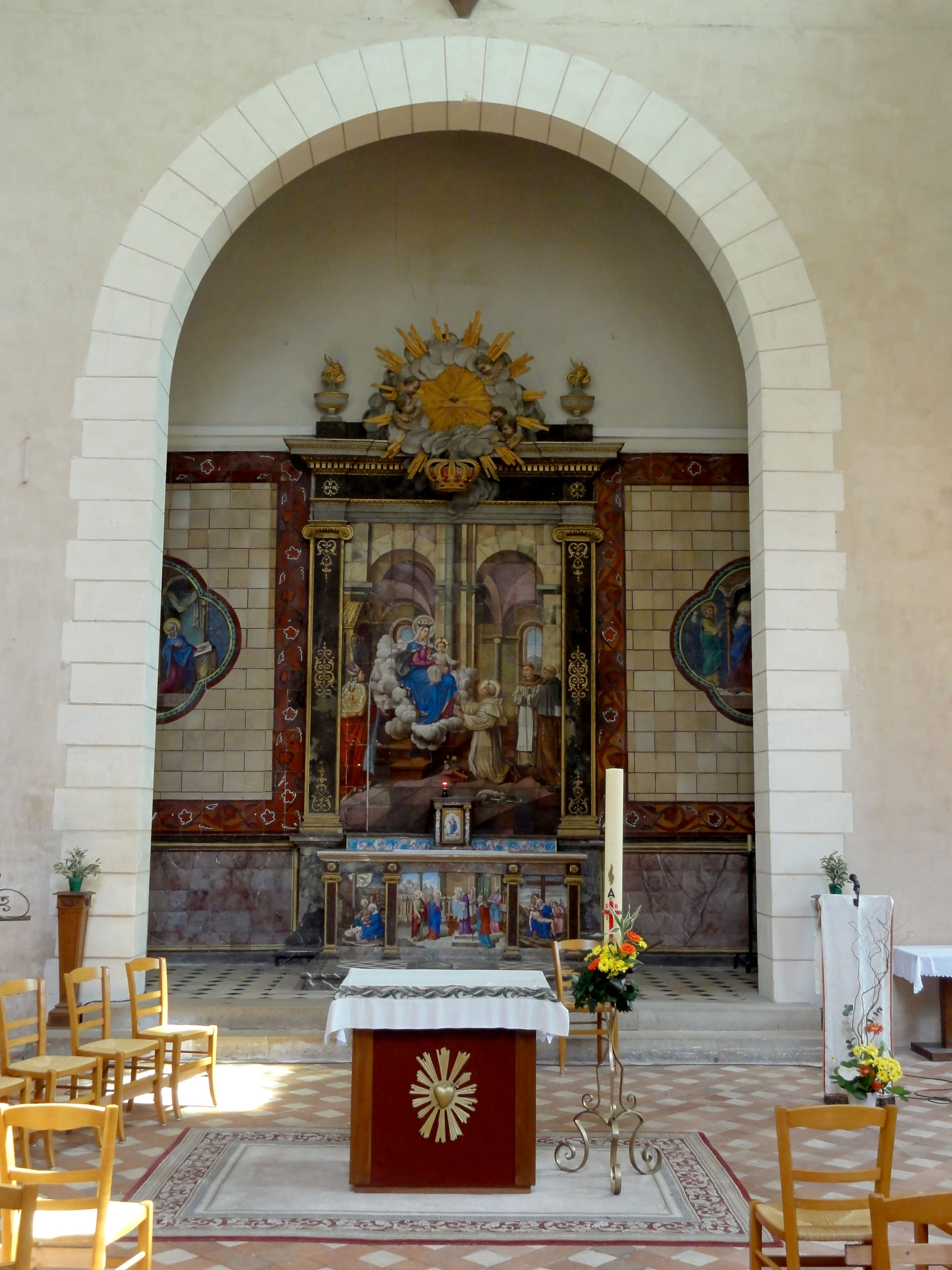
Sanctuaire actuel.
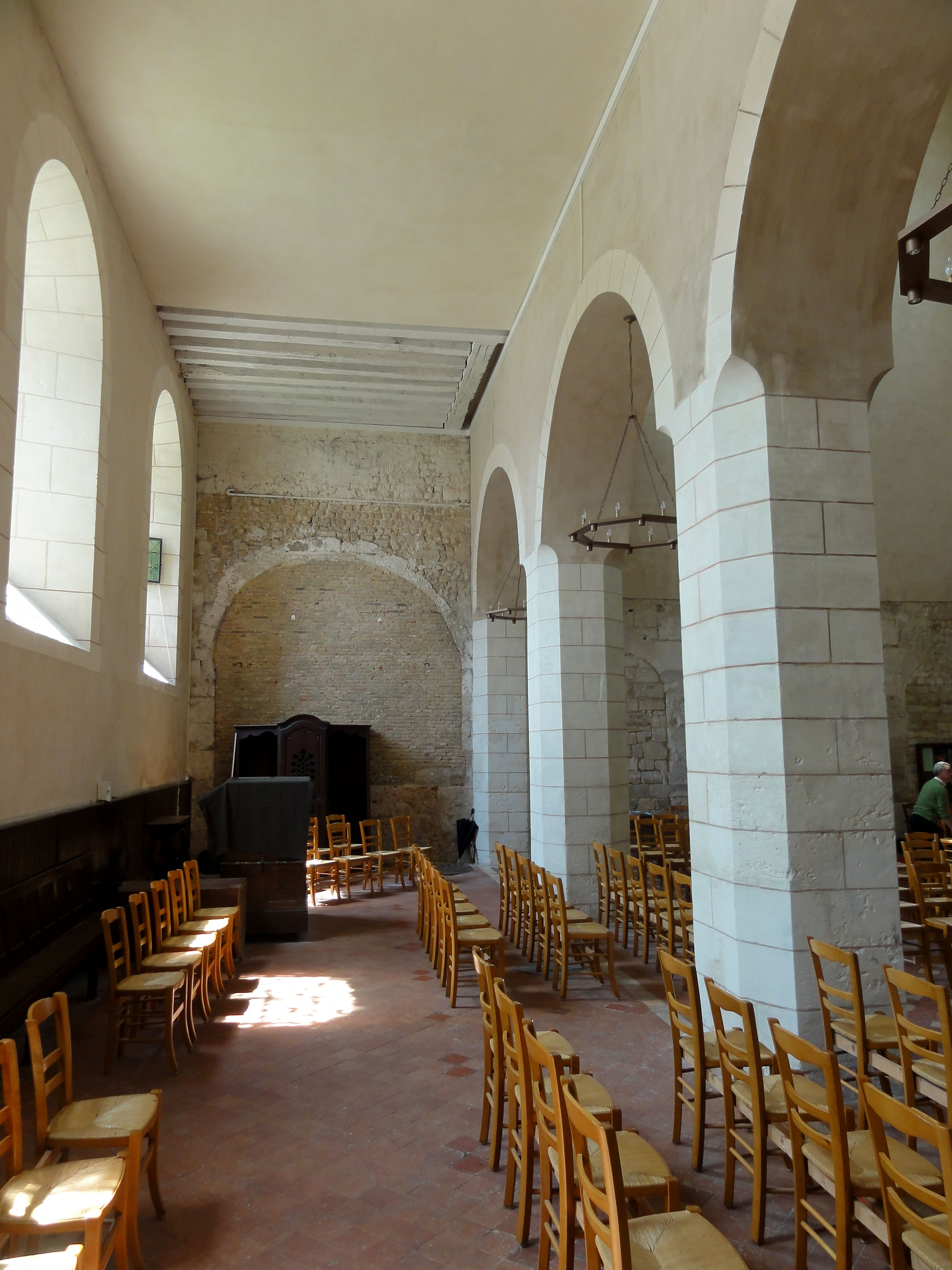
Bas-côté sud.
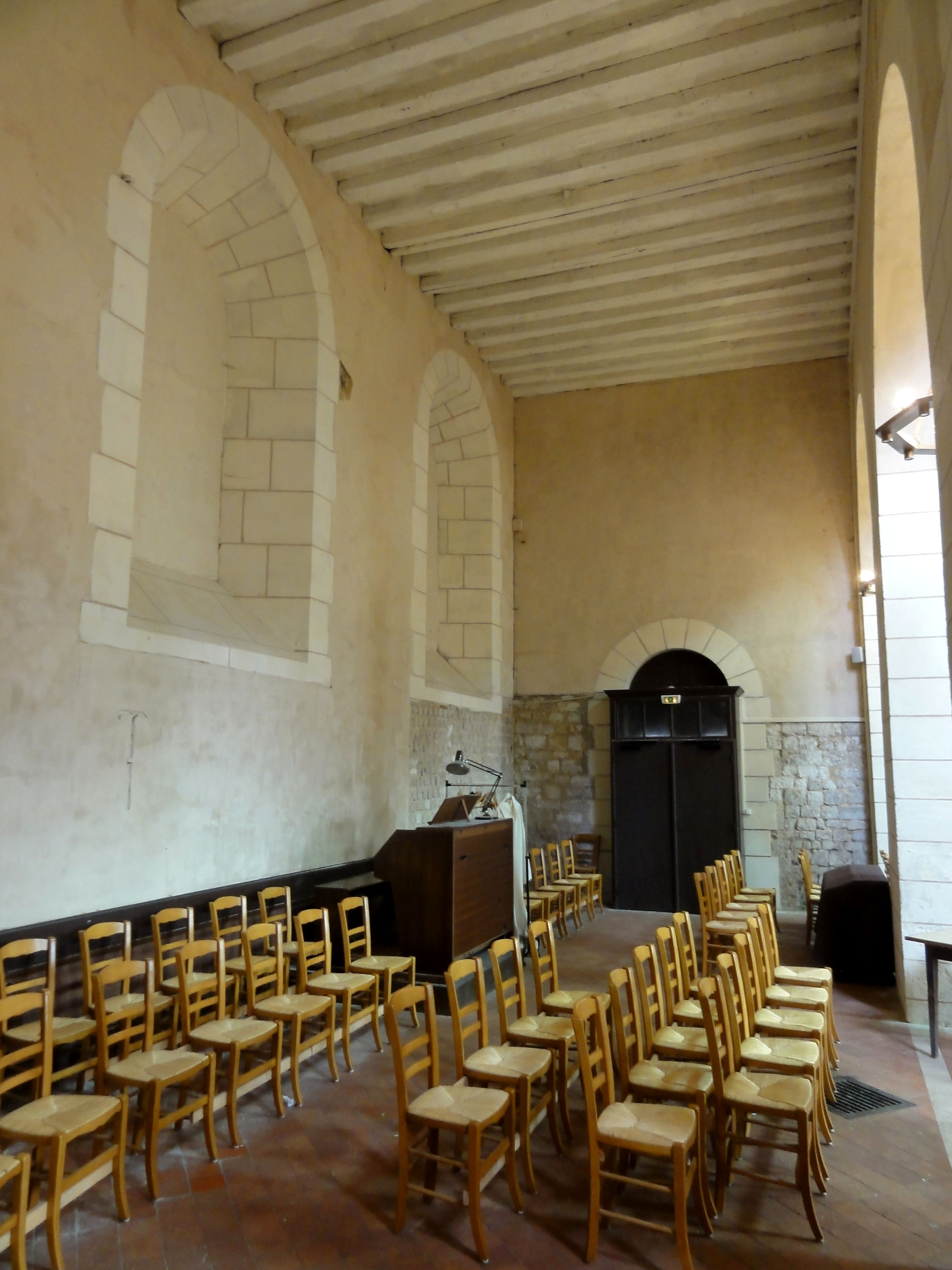
Bas-côté nord.
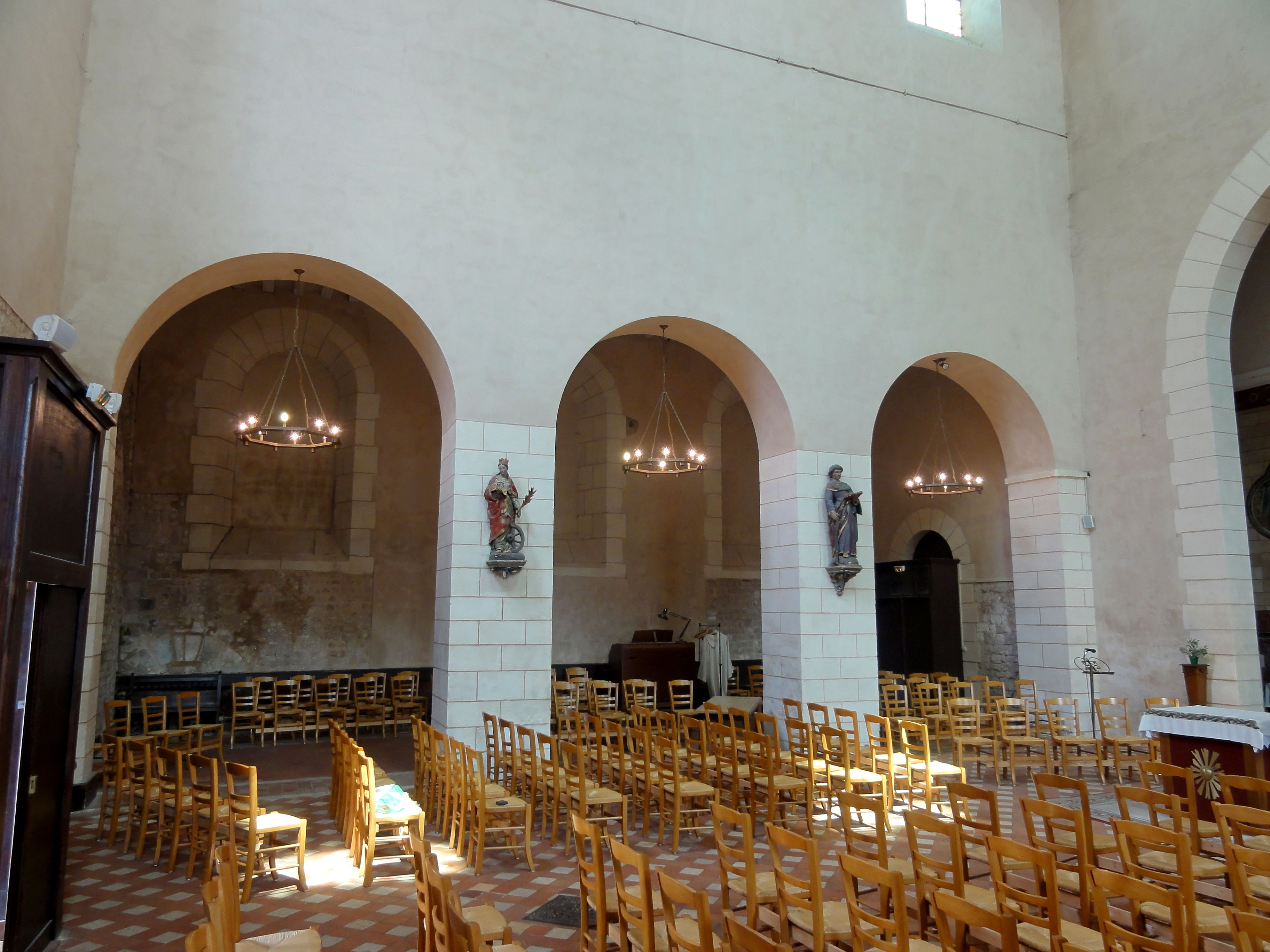
Grandes arcades du nord.

## Mobilier

### Mobilier actuel
L'église ne comporte plus qu'un mobilier très restreint. Elle a été vidée de tout son mobilier à la Révolution, et aucun objet identifié par les inventaires anciens n'y est revenu après la Restauration en 1864-67 et la réouverture au culte. Cependant, la chaire à prêcher encore présente dans l'église dans l'entre-deux-guerres datait du XVIIIe siècle, et le Christ en croix au nord de l'autel ainsi que deux statues remontent au XVIe siècle. Ces statues sont signalées dès 1885. Toutes les deux sont en bois polychrome et assemblées de plusieurs éléments. Elles ont été restaurées et « médiocrement » repeintes, sans doute au XIXe siècle, et proviennent probablement de la cathédrale Saint-Pierre, bien qu'aucun inventaire ancien ne l'atteste. Ce sont les seuls éléments du mobilier qui sont classés monument historique au titre objet, dans les deux cas par arrêté du 21 avril 1925. La première statue représente probablement saint Vincent de Saragosse, patron des vignerons, mais les attributs sont ambigus et ne permettent pas une identification certaine. Le saint porte une escarcelle pendue à son bras gauche replié, et regarde un livre qu'il tient avec sa main gauche. De sa main droite, il tient un couperet à deux poignées. Haute de 136 cm, cette statue date de la première moitié du XVIe siècle et a été restaurée avec des reprises en plâtre. La seconde statue représente sainte Catherine d'Alexandrie, reconnaissable grâce à la roue avec laquelle elle fut martyrisée et le livre ouvert, ses attributs. La sainte possédait une chapelle dans la cathédrale ; pourtant, aucun des inventaires anciens n'indique la statue. Haute de 118 cm, elle date de la seconde moitié du XVIe siècle et a été restaurée et repeinte.
Le premier objet que le bureau de la fabrique décide d'acquérir dans la perspective de la réouverture au culte est un Christ en croix. Il est commandé en février 1867 au sculpteur Henri-Léon Gréber, pour un prix de cent francs. Le Christ mesure 130 cm de haut sans la croix, et est peint couleur chair. Le retable du maître-autel doit attendre jusqu'en 1884. Le tableau de retable et les tableaux du devant d'autel sont réalisés en céramique peinte par Charles Lévêque, artiste-peintre à Beauvais, qui utilise des carreaux en faïence de Creil-Montereau. Le retable présente la Vierge Marie assise sur un trône entouré de nuages, mais installée dans une église. Elle tient l'Enfant Jésus dans les bras, tandis qu'elle remet le rosaire à saint Dominique. Sur la porte du tabernacle, est figuré le Bon-Pasteur. L'antependium comporte trois scènes : la Nativité du Christ, la Présentation au Temple et la Vierge de douleur. Sur les murs à gauche et à droite du retable, deux quadrilobes contiennent les représentations de l'Annonciation faite à Marie et la Fuite en Égypte. Du XIXe siècle, et plus précisément du 21 mars 1869, date aussi la seule plaque commémorative de l'église. Elle rappelle l'érection de la confrérie du Saint-Rosaire par le frère Pierre-Albert Daumont-Tournel, de Paris, sous l'épiscopat de Joseph-Armand Gignoux. Le confessionnal n'est pas mentionné par Philippe Bonnet-Laborderie, mais il pourrait bien dater du XVIIIe siècle.

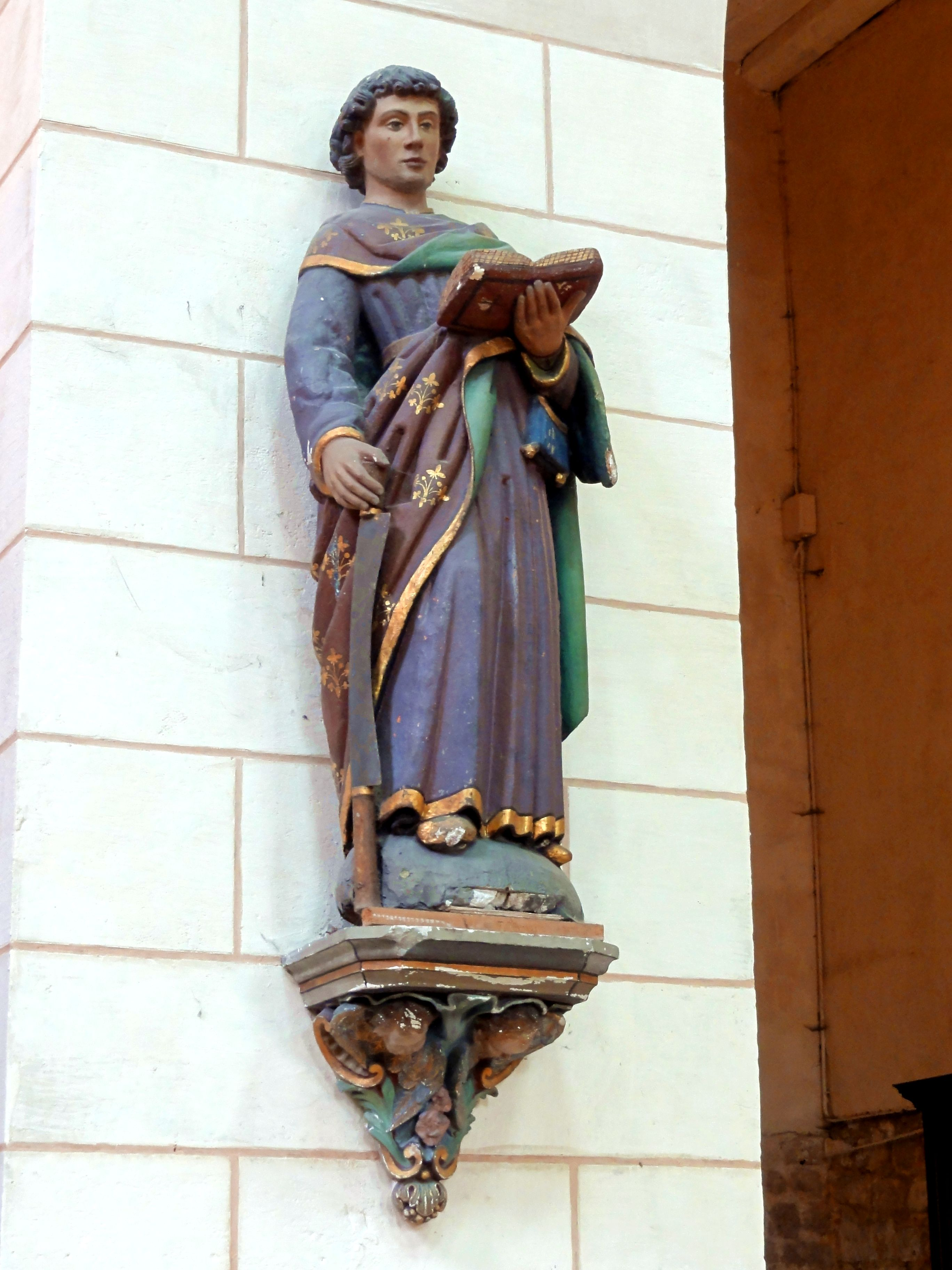
Saint Vincent.
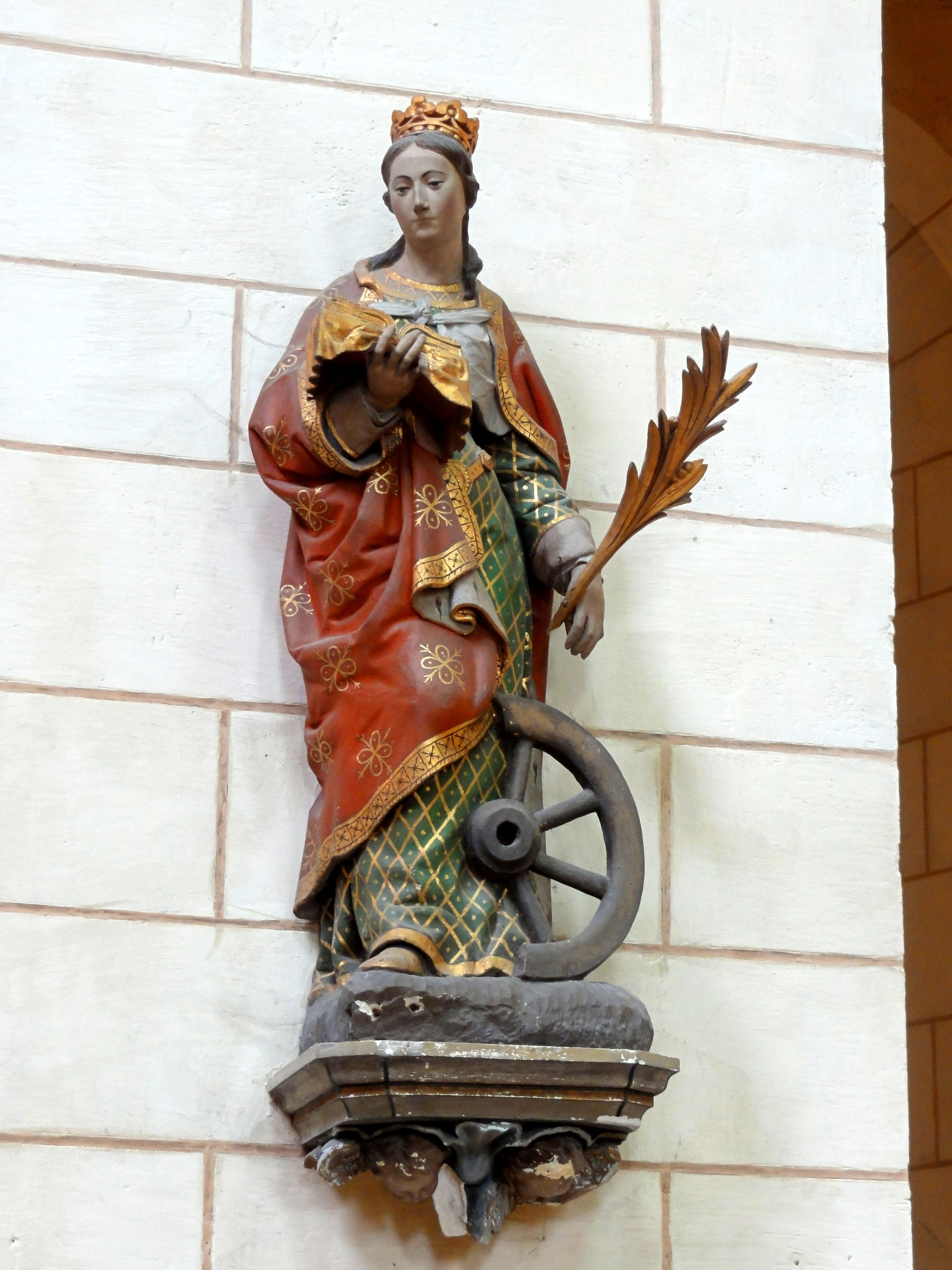
Sainte Catherine.
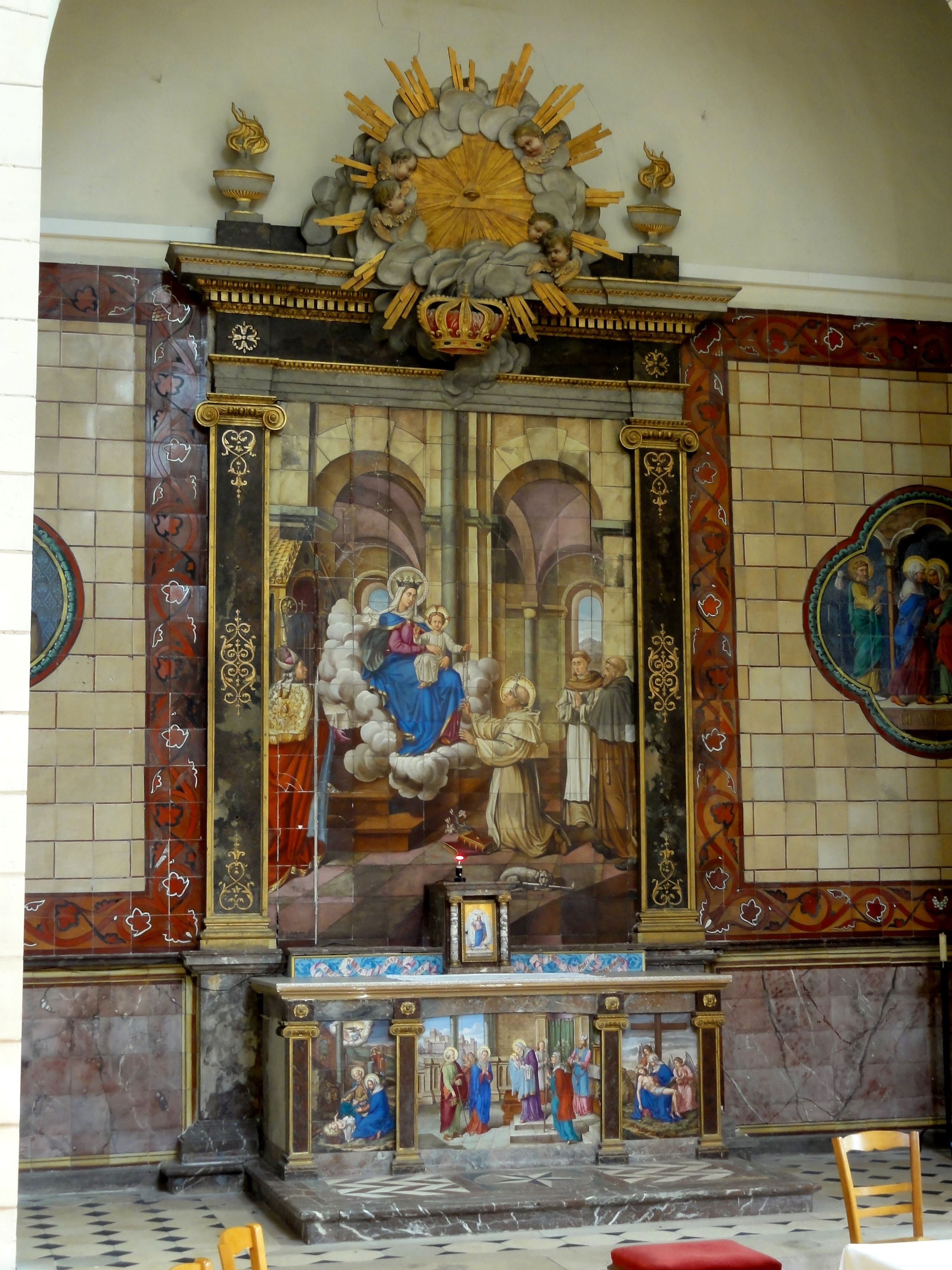
Retable et maître-autel.
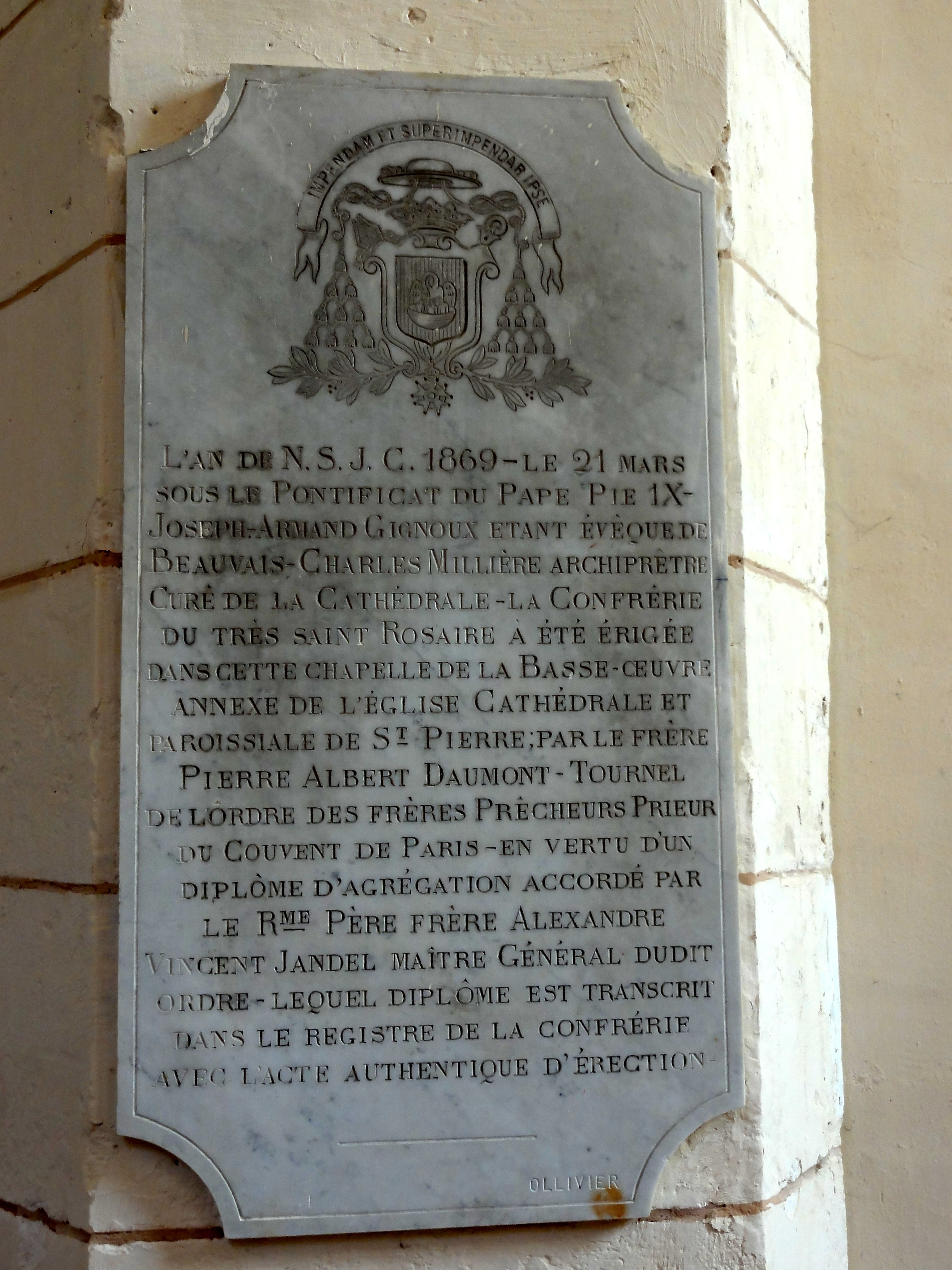
Plaque commémorative.
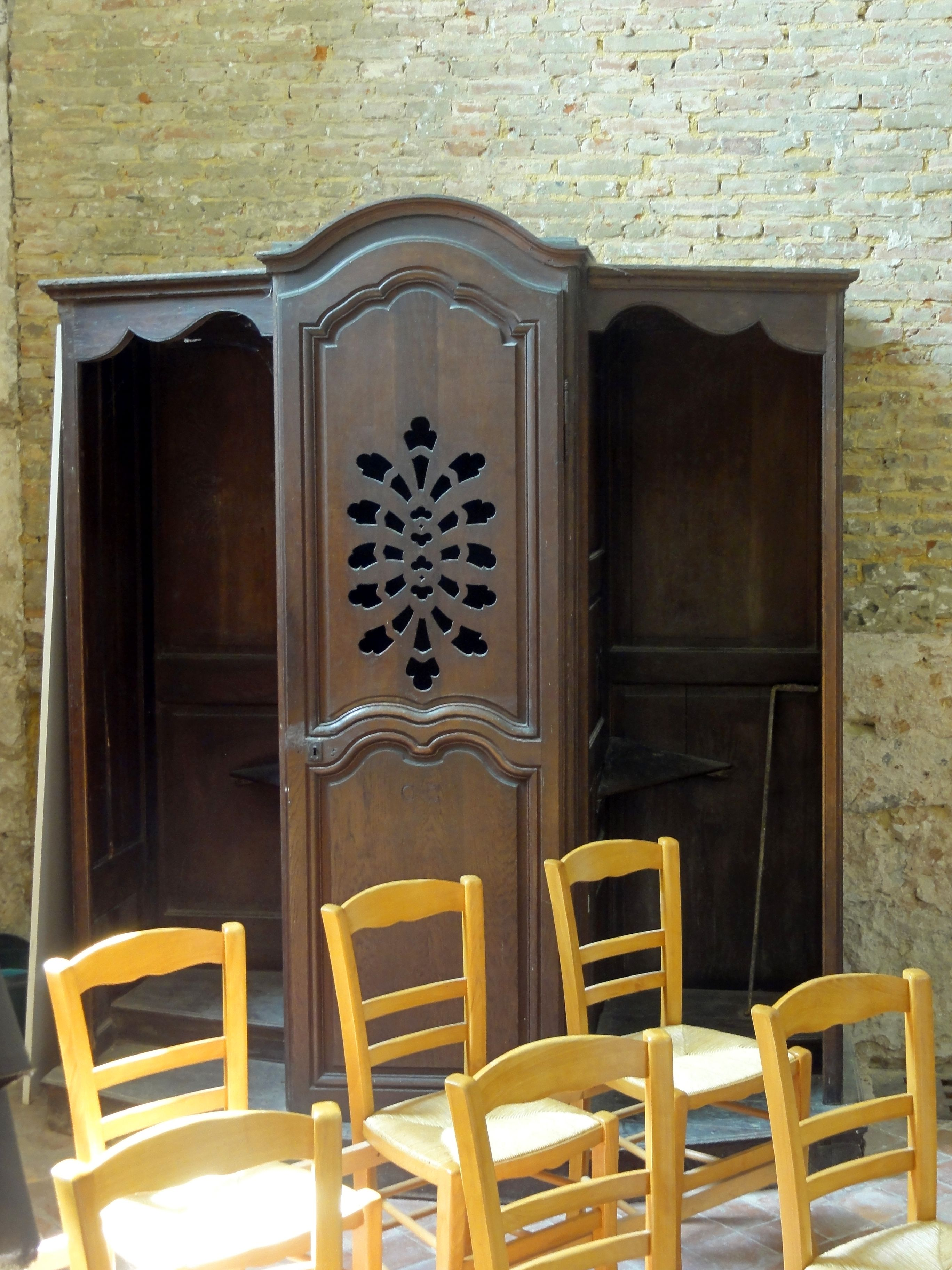
Confessionnal.

### L'orgue

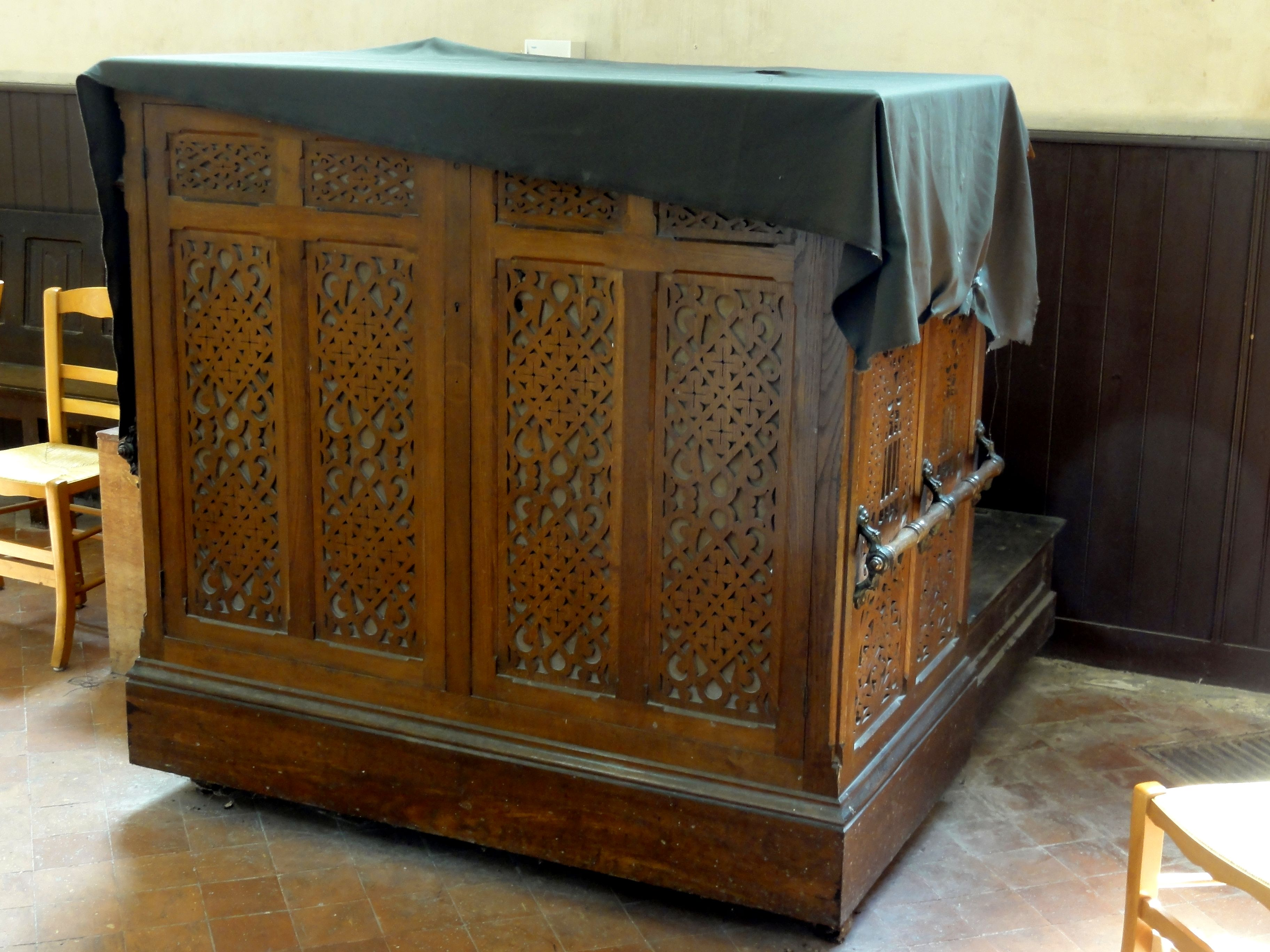
Orgue-coffre.

| Clavier transpositeur, 56 notes Ut1-Sol5 |
| --- |
| Quintaton 16 (Basse et dessus) Bourdon 8 (Basse) Flûte harmonique 8 (Dessus) Prestant 4 (Basse et dessus) Diapason 8 (Dessus) Salicional 8 (Dessus) Jeux coupés entre Si2 et Ut3 |

L'orgue a été construit par Louis Debierre, facteur d'orgues à Nantes, à une date indéterminée, vers la fin du XIXe siècle. L'instrument est contenu dans un meuble aux panneaux ajourés. L'ensemble mesure, en comptant la soufflerie sous le banc de l'organiste, 1,50 m de largeur, 1,43 m de hauteur et 1,76 m de profondeur.

### Mobilier passé
Au XVe siècle, les piliers de la nef ont été décorées de peintures murales, dont l'une, représentant saint Jean-Baptiste, a été découverte lors des fouilles à partir de 1965. Les archives renseignent également sur l'existence d'un jubé à cette époque, qui est reculé vers le portail principal en 1697, et perd donc sa fonction première. Une tribune est installée en 1472 sans autorisation du chapitre. On ne dispose pas d'autres renseignements sur le mobilier au Moyen Âge, mais les archives restent relativement riches pour l'époque moderne. L'acquisition d'un nouveau maître-autel est décidée en 1569, et un devis est demandé à Louis Duguay, marchand et sculpteur à Amiens. Le tableau de retable doit être remplacé en 1660, et la fabrique demande alors un devis à Louis Veron, peintre à Beauvais. Ce devis s'accompagne d'un dessin. L'on ignore son sujet exact, mais il est lié à la Vierge Marie. Veron doit également peindre et dorer la sculpture du nouveau contre-table d'autel, qui mesure environ dix mètres de haut et neuf mètres de large et est décoré selon l'ordre corinthien, et il doit repeindre les chérubins qui couronnent le retable, ainsi que les statues de saint Germer de Fly et de saint Sébastien qui le flanquent. Pendant qu'il travaille dans l'église, l'artiste est logé chez Louis de Nully, à proximité. La livraison doit se faire le jour de la Nativité de la Vierge, le 8 septembre 1660 (curieusement le contrat parle de la Conception de la Vierge pour ce jour du 8 septembre), et la rémunération est fixée par avance à mille livres. Le tableau est restauré en 1707 par le peintre beauvaisien Ledoux.
Des chapelles se situent au chevet des bas-côtés. Celle du nord est dédiée à saint Jean, et celle du sud à sainte Françoise Romaine ou à sainte Catherine. L'un des deux vocables doit se référer à un autel placé ailleurs dans l'église. Au-dessus des deux autels, des tableaux de retable représentant sainte Romaine et sainte Catherine sont accrochés en 1681. Ce sont aussi des œuvres de Louis Veron. Au moins deux autels sont adossés à des piliers de la nef, et sont dédiés respectivement à saint Claude et sainte Anne. Un autel dédié à sainte Marguerite se trouve près de l'escalier montant dans la cathédrale. Plusieurs objets d'art sont offerts par des paroissiens, dont une croix d'argent donnée en 1584 par dame Dampierre et valant 146 livres, et une lampe d'argent donnée en 1685 par dame Nicole Foy. Les statues et les tableaux sont nombreux. Quatre tableaux relatant des épisodes de la vie de la Vierge sont attestés par les archives, dont l'un pourrait correspondre au retable du maître-autel. Il s'agit de l'Annonciation, de la Vierge tenant dans ses bras son Fils, de la Présentation de Marie au Temple et de l'Assomption de Marie. Tous ces tableaux sont attestés au moins pour le XVIIIe siècle. S'y ajoutent l'Adoration des Mages, œuvre de Louis Veron datant de 1682 ; un Ecce homo ; une Descente de croix ; et une Présentation de Jésus au Temple. D'autres tableaux existent, mais ils sont plus petits, et leurs sujets ne sont pas connus. Même la sacristie est orné de quatre tableaux, peints en détrempe. Leurs sujets sont saint Jean, la Vierge, saint François et Notre-Seigneur.
À la fin du XIXe siècle, la famille Vuatrin met en dépôt en l'église de la Basse-Œuvre quatre pièces de tapisserie aux sujets profanes. Ils font partie du cycle de la tenture des batailles de Charles Le Brun, et représentent La tente de Darius, Porus blessé est amené devant Alexandre, Le porte-étendard et Entrée triomphale d'Alexandre à Babylone. Au-dessus du portail occidental, on a accroché une tapisserie de la tenture de l'histoire des rois des Gaules, datant de 1530 environ, et représentant Samothès et Jupiter celte. Au fond du bas-côté sud, est exposée la tapisserie flamande de la Passion du Christ, qui date du XVIe siècle et a été achetée par la fabrique en 1842. Au-dessus du portail méridional du XIIIe siècle, est accrochée une pièce de la tenture de la vie de Saint-Pierre, dont l'on ignore la provenance. Toutes ces pièces de tapisseries sont enlevées de l'église au début des années 1920 au plus tard, et sont réparties entre la cathédrale Saint-Pierre et le musée départemental de l'Oise, situé en face. En revanche, des tableaux ont enrichi le mobilier de la Basse-Œuvre. Il faut notamment citer une Pietà attribuée à Quentin Varin ; une Communion de Saint-Denis de Jean Jouvenet ; un Saint Pierre et un Saint Paul. Ces tableaux ont également quittées l'église et ont été remplacés par d'autres œuvres, que Philippe Bonnet-Laborderie signale encore en 200, mais qui sont partis à leur tour.